# Beaumont-Hamel
Pour les articles homonymes, voir Beaumont et Hamel.
Beaumont-Hamel est une commune française située dans le département de la Somme en région Hauts-de-France.
C'est une des communes du Circuit du Souvenir.

## Géographie

### Localisation

#### Communes limitrophes
|                   | Hébuterne (Pas-de-Calais) | Puisieux-au-Mont (Pas-de-Calais) |
| Auchonvillers     | Beaumont-Hamel            | Beaucourt-sur-l'Ancre            |
| Mesnil-Martinsart | Aveluy et Authuille       | Thiepval                         |

### Description

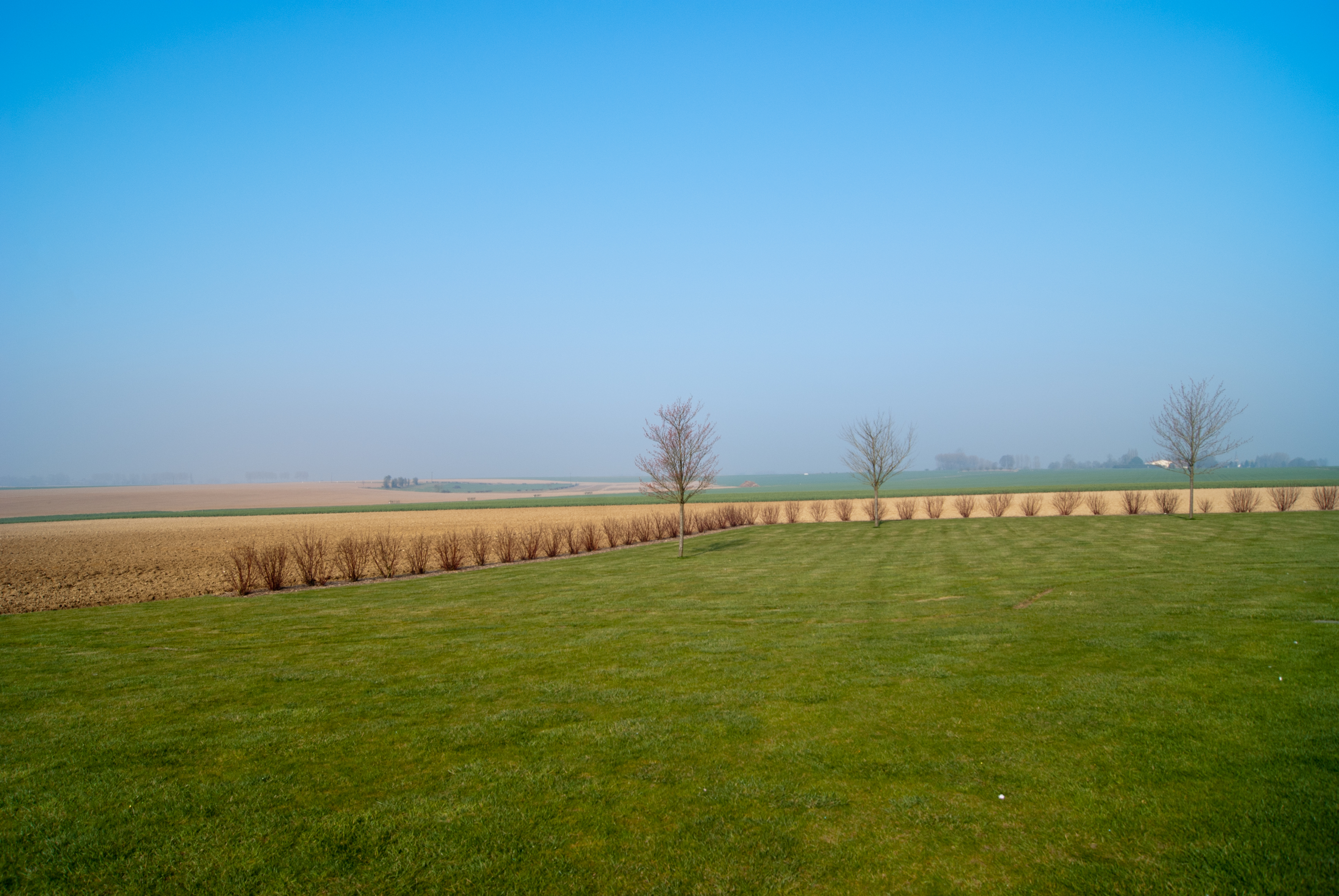
Paysage de la commune.

Beaumont-Hamel est un village rural picard limitrophe du Pas-de-Calais, situé à vol d'oiseau, à 137 km au nord-est de Paris-Notre-Dame, point zéro des routes de France, à 33 km au sud-est d'Amiens et à environ 80 km au sud-est de Lille. Il est desservi par la RD 50, qui le relie à Albert et à Bapaume par Miraumont et traversé par la ligne de Paris-Nord à Lille. La station la plus proche est la Gare d'Albert desservie par des trains TER Hauts-de-France, qui effectuent des missions :
- semi-directes entre Rouen, ou surtout Amiens, et Lille ;
- omnibus entre Abbeville, ou surtout Amiens, et Albert, voire Arras.

Le sol de la commune est calcaire en côte mais le plateau est argileux ou de terre franche. Le relief de la commune est accidenté, vallées sèches, coteaux et plateau alternent. Un profond ravin, le Royard, sépare Beaumont, sitié sur le plateau,de Hamel, dans la vallée de l'Ancre.
Le climat de la commune est tempéré océanique.

### Hydrographie

#### Réseau hydrographique
La commune est située dans le bassin Artois-Picardie. Elle est drainée par l'Ancre.
L'Ancre, d'une longueur de 37 km, prend sa source dans la commune de Miraumont et se jette  dans la Somme canalisée à Aubigny, après avoir traversé 21 communes.

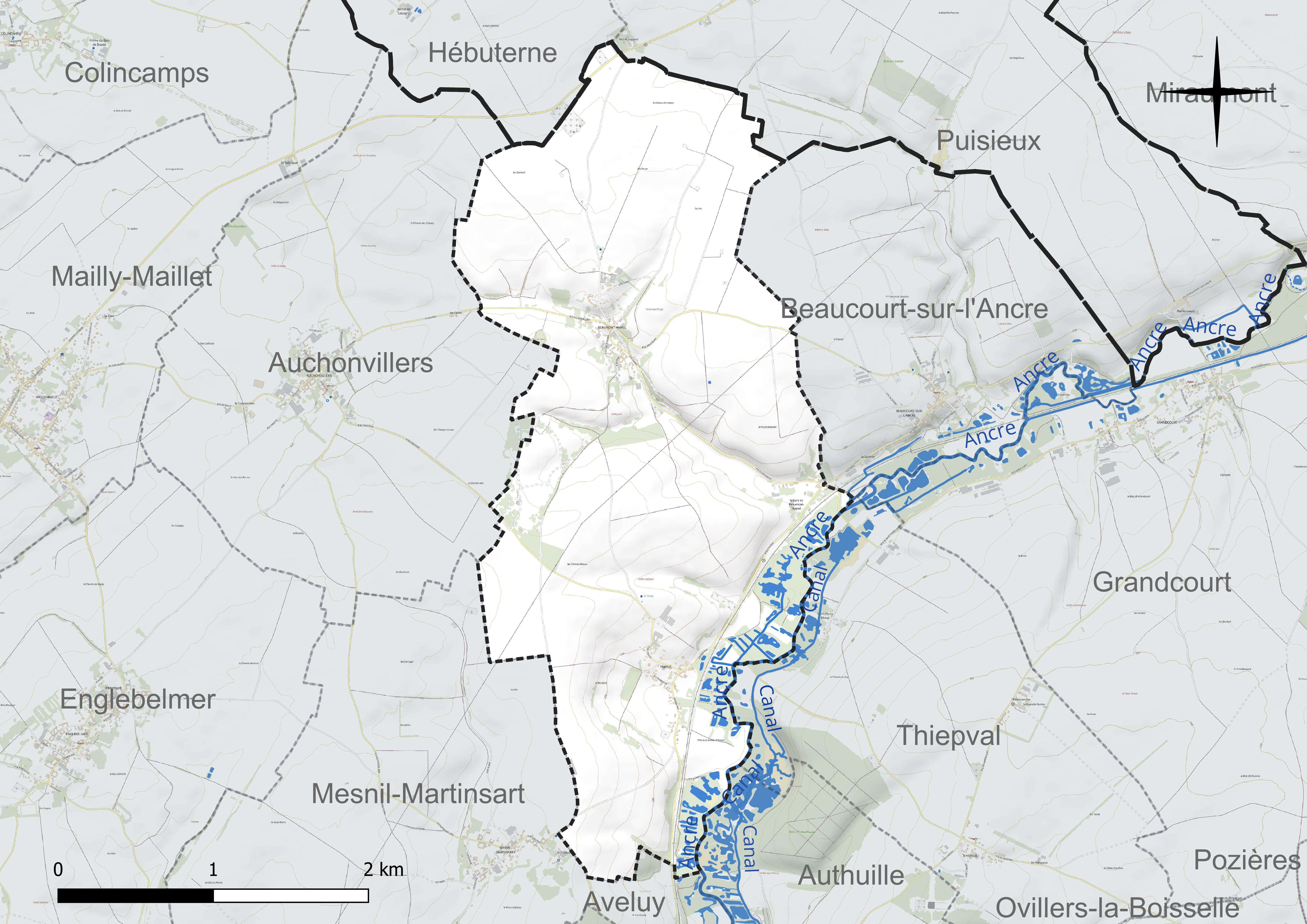
Réseau hydrographique de Beaumont-Hamel.

#### Gestion et qualité des eaux
Le territoire communal est couvert par le schéma d'aménagement et de gestion des eaux (SAGE) « Somme aval et Cours d'eau côtiers ». Ce document de planification concerne un territoire de 1 835 km2 de superficie, délimité par le bassin versant de la Somme canalisée. Le périmètre a été arrêté le 29 avril 2010 et le SAGE proprement dit a été approuvé le 6 août 2019. La structure porteuse de l'élaboration et de la mise en œuvre est le syndicat mixte d'aménagement hydraulique du bassin versant de la Somme (AMEVA).
La qualité des cours d'eau peut être consultée sur un site dédié géré par les agences de l'eau et l'Agence française pour la biodiversité.

### Climat
Pour des articles plus généraux, voir Climat des Hauts-de-France et Climat de la Somme.
En 2010, le climat de la commune est de type climat océanique dégradé des plaines du Centre et du Nord, selon une étude du CNRS s'appuyant sur une série de données couvrant la période 1971-2000. En 2020, Météo-France publie une typologie des climats de la France métropolitaine dans laquelle la commune est exposée à un climat océanique et est dans la région climatique Nord-est du bassin Parisien, caractérisée par un ensoleillement médiocre, une pluviométrie moyenne régulièrement répartie au cours de l'année et un hiver froid (3 °C).
Pour la période 1971-2000, la température annuelle moyenne est de 10,3 °C, avec une amplitude thermique annuelle de 14,2 °C. Le cumul annuel moyen de précipitations est de 806 mm, avec 12,3 jours de précipitations en janvier et 9,1 jours en juillet. Pour la période 1991-2020, la température moyenne annuelle observée sur la station météorologique la plus proche, située sur la commune de Méaulte à 11 km à vol d'oiseau, est de 10,7 °C et le cumul annuel moyen de précipitations est de 730,3 mm,. Pour l'avenir, les paramètres climatiques de la commune estimés pour 2050 selon différents scénarios d'émission de gaz à effet de serre sont consultables sur un site dédié publié par Météo-France en novembre 2022.

## Urbanisme

### Présentation
La commune est formée de deux agglomérations principales : Beaumont et Hamel qui, détruites pendant la Grande Guerre, ont été entièrement reconstruites pendant l'entre-deux-guerres.
Outre le bourg de Beaumont, qui constitue le village principal, la commune est composée de deux hameaux : le hameau de Gare-de-Beaucourt  et le hameau de Hamel.
Le village et ses hameaux ont été entièrement détruits au cours de la Première Guerre mondiale ; ils ont été reconstruits durant l'entre-deux-guerres.

### Typologie
Au 1er janvier 2024, Beaumont-Hamel est catégorisée commune rurale à habitat dispersé, selon la nouvelle grille communale de densité à sept niveaux définie par l'Insee en 2022.
Elle est située hors unité urbaine et hors attraction des villes,.

### Occupation des sols
L'occupation des sols de la commune, telle qu'elle ressort de la base de données européenne d'occupation biophysique des sols Corine Land Cover (CLC), est marquée par l'importance des territoires agricoles (93,3 % en 2018), une proportion identique à celle de 1990 (93,3 %). La répartition détaillée en 2018 est la suivante : 
terres arables (78,9 %), zones agricoles hétérogènes (8,3 %), prairies (6,2 %), forêts (4,9 %), zones humides intérieures (1,8 %). L'évolution de l'occupation des sols de la commune et de ses infrastructures peut être observée sur les différentes représentations cartographiques du territoire : la carte de Cassini (XVIIIe siècle), la carte d'état-major (1820-1866) et les cartes ou photos aériennes de l'IGN pour la période actuelle (1950 à aujourd'hui).

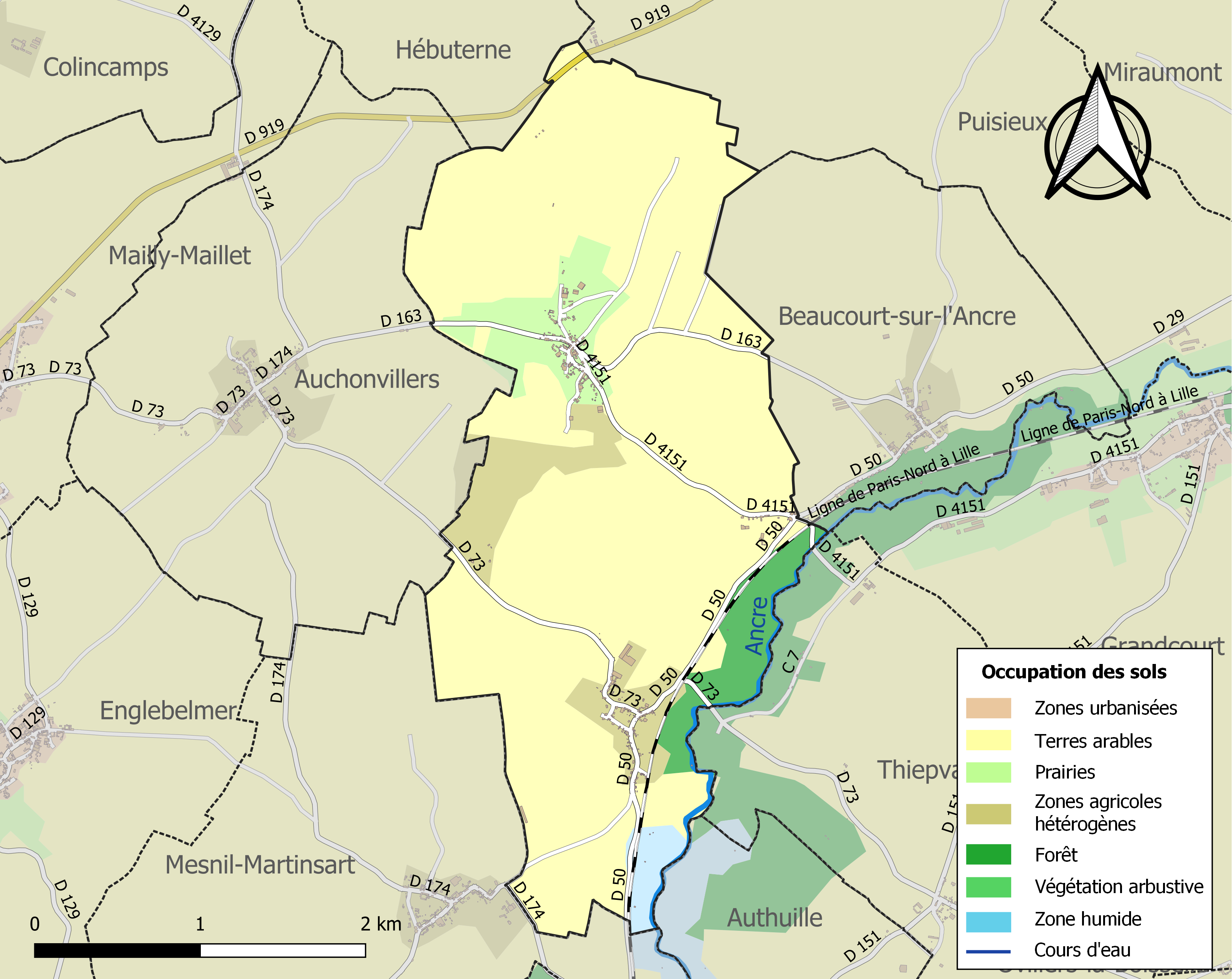
Carte des infrastructures et de l'occupation des sols de la commune en 2018 (CLC).

## Toponymie

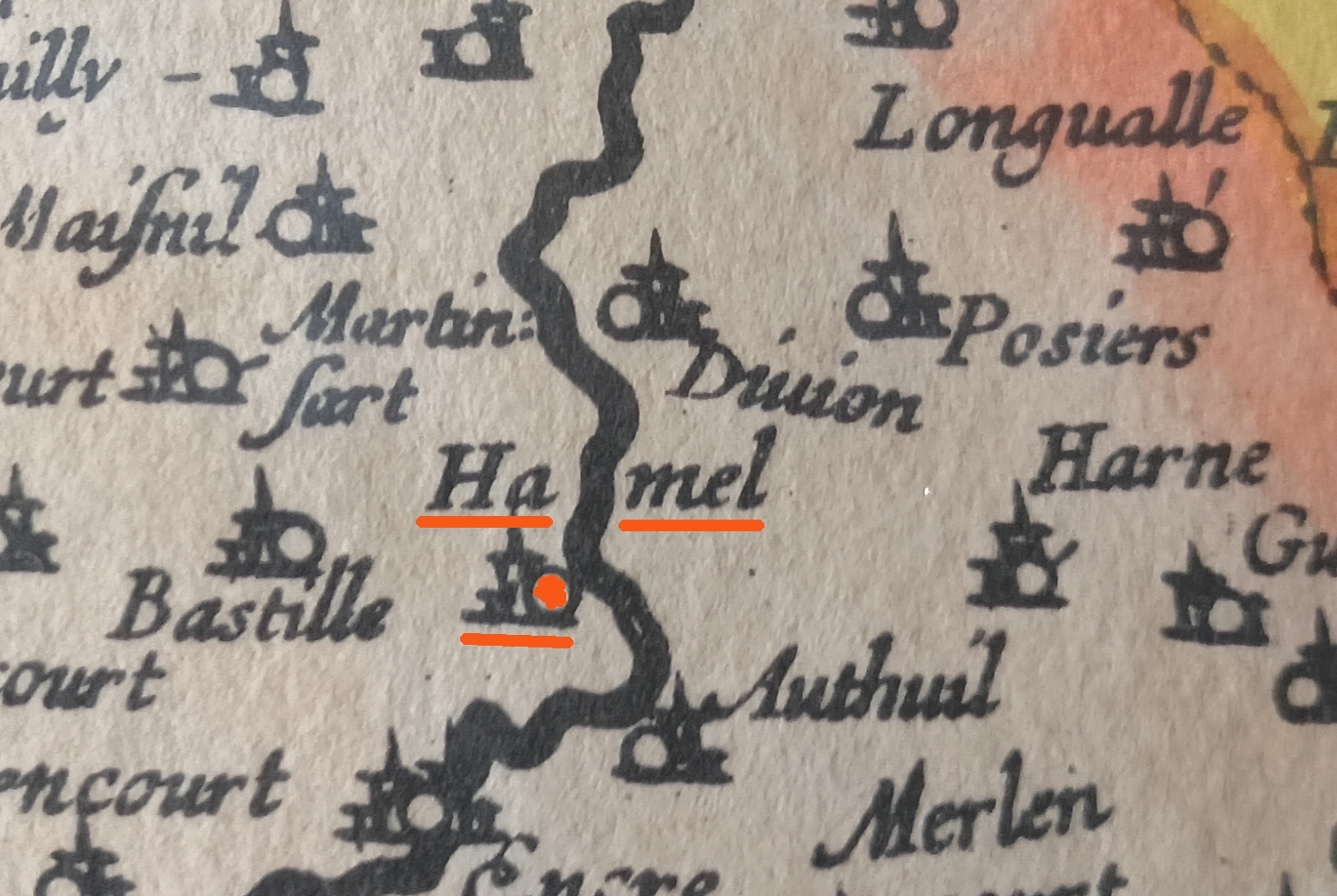
Beaumont-Hamel sur une carte de la Picardie de 1620.

Le village de Beaumont est mentionné sous les formes Bellus mons (1227) ; Biaumont (1280) ; Bumont (1532) Beaumont (1567) ; Belmont (1784) ; Beaumont-Hamel (1763) ; Beaumont-le-Pré (1687).

Beaumont est issu de l'ancien français bel mont, où l'adjectif bel « beau » exprime l'importance ou la hauteur du mont. Toponyme médiéval qui désigne un village construit sur un lieu élevé.
Hamel est mentionné sous les formes Hamel (1183) ; Hamellus (1209) ; Hamel-près-Beaumont (1567) ; Amel-le-Pré (1787) ; Le Hamel (1743).

Selon l'abbé Paul Decagny, Hamel désignerait, en langue gauloise, une habitation en terrain marécageux.

## Histoire

### Antiquité
La présence gauloise et romaine est attestée à Hamel par les objets retrouvés dans les marais de Hamel.

### Moyen Âge
La présence d'un château médiéval est attestée à Hamel. Les vestiges de ce château étaient encore visibles au lieu-dit le Bois de La Tour au XIXe siècle.
L'occupation humaine sur le site de Beaumont est plus tardive que celle de Hamel.

### Époque moderne
À la fin du XVIIIe siècle, la reconstruction de l'église paroissiale de Beaumont divisa la population à propos de son emplacement. L'édifice fut finalement construit dans la partie basse de la paroisse. Il fut détruit pendant la Première Guerre mondiale.

### Époque contemporaine
Le hameau Gare-de-Beaucourt était desservi par la gare de Beaucourt - Hamel sur la ligne de Paris-Nord à Lille, ouverte en 1846 par la compagnie des chemins de fer du Nord. Cette desserte a été supprimée après 1960. La gare est aujourd'hui à l'état d'abandon.

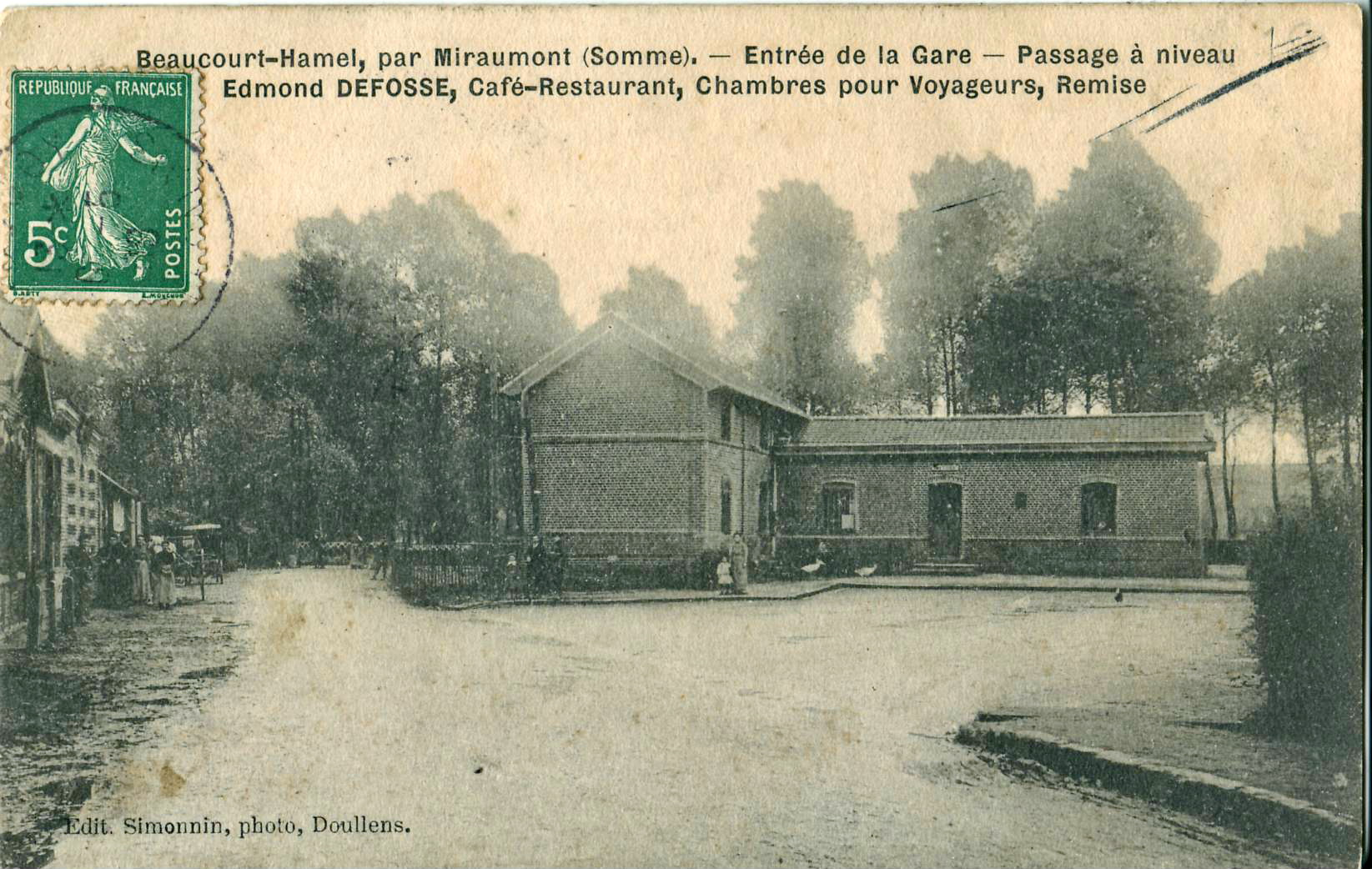
La gare avant sa destruction, vers 1906.
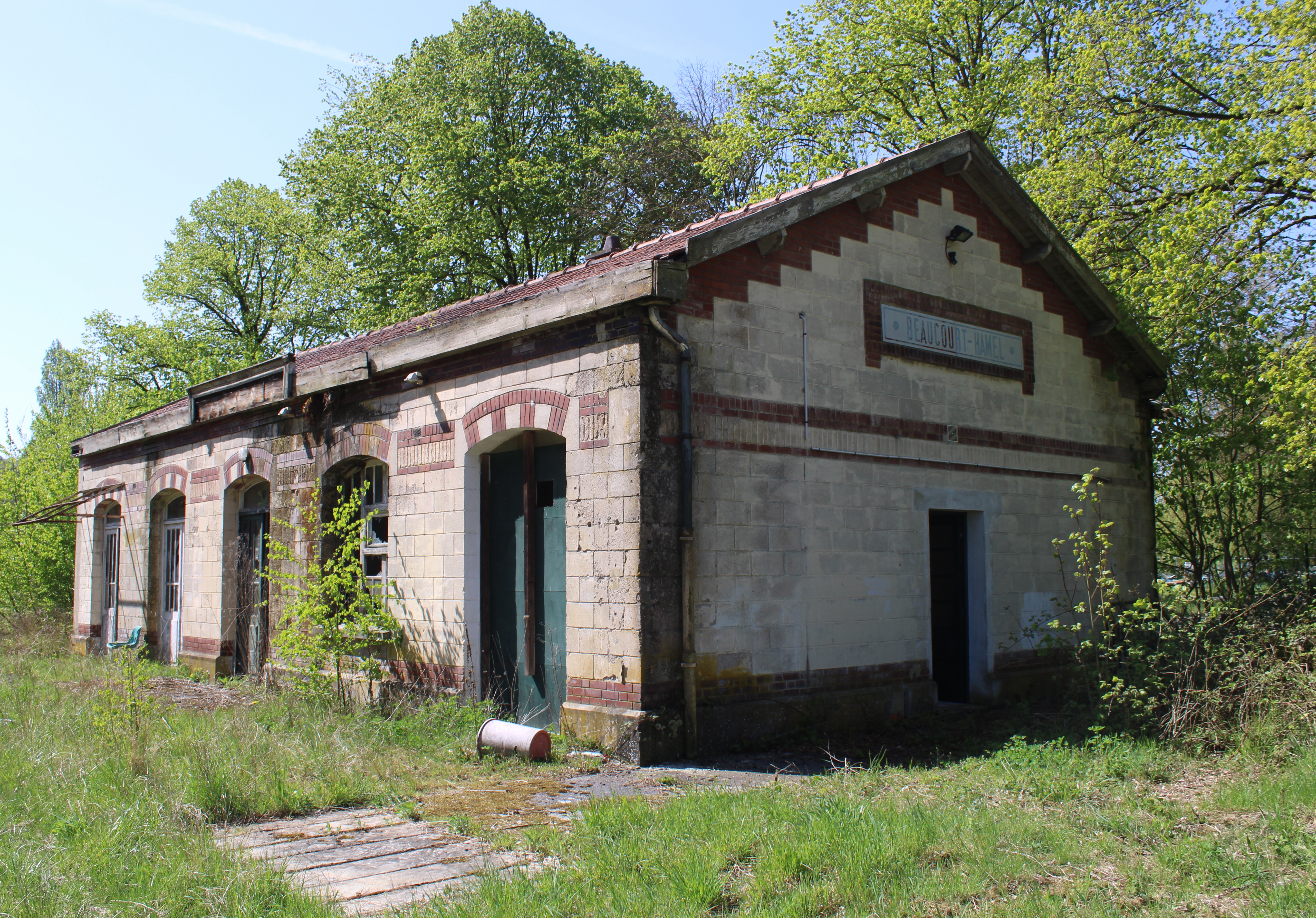
Vue de la gare désaffectée en 2022, côté quai.
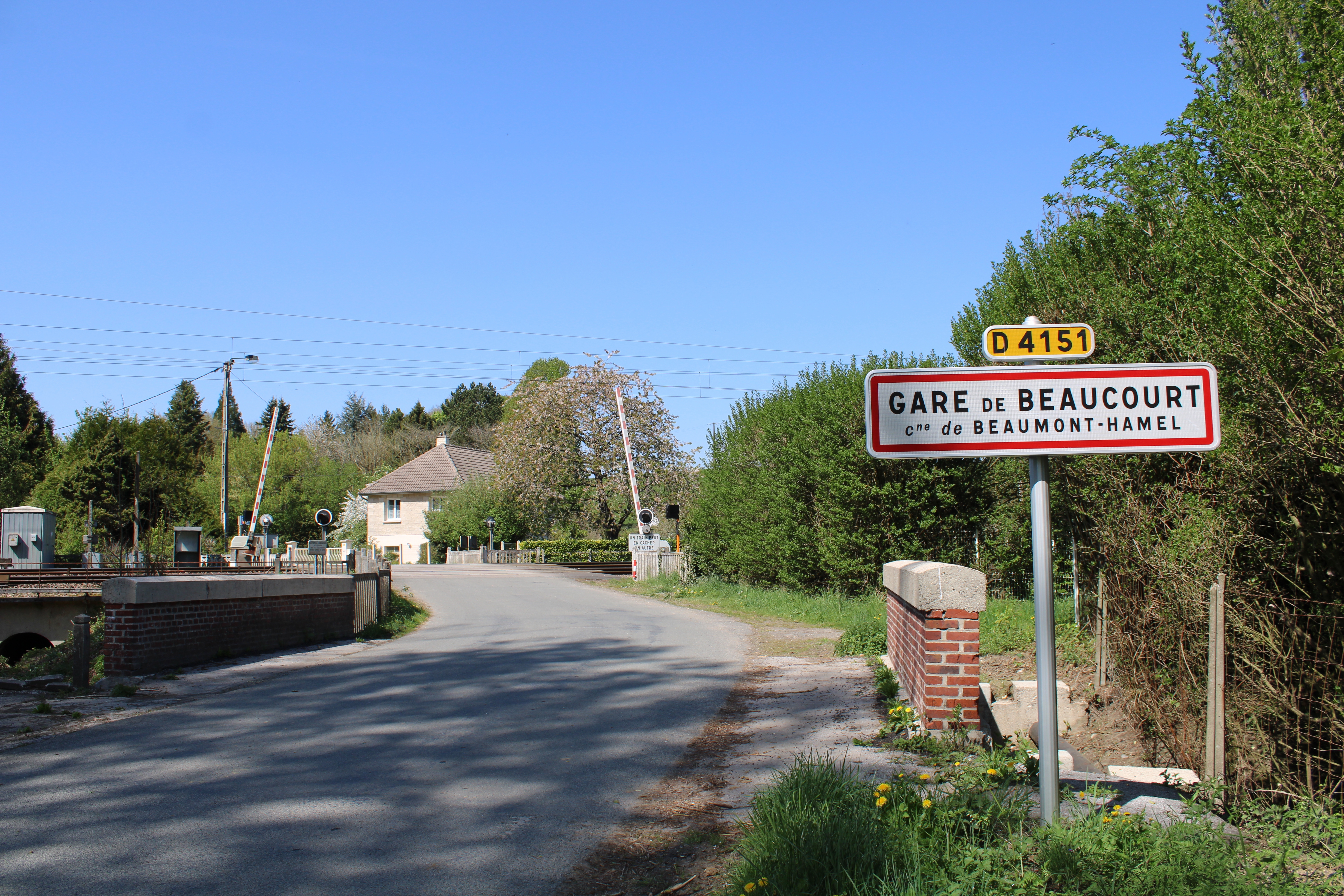
Panneau d'entrée du hameau Gare de  Beaumont-Hamel .

#### Première Guerre mondiale

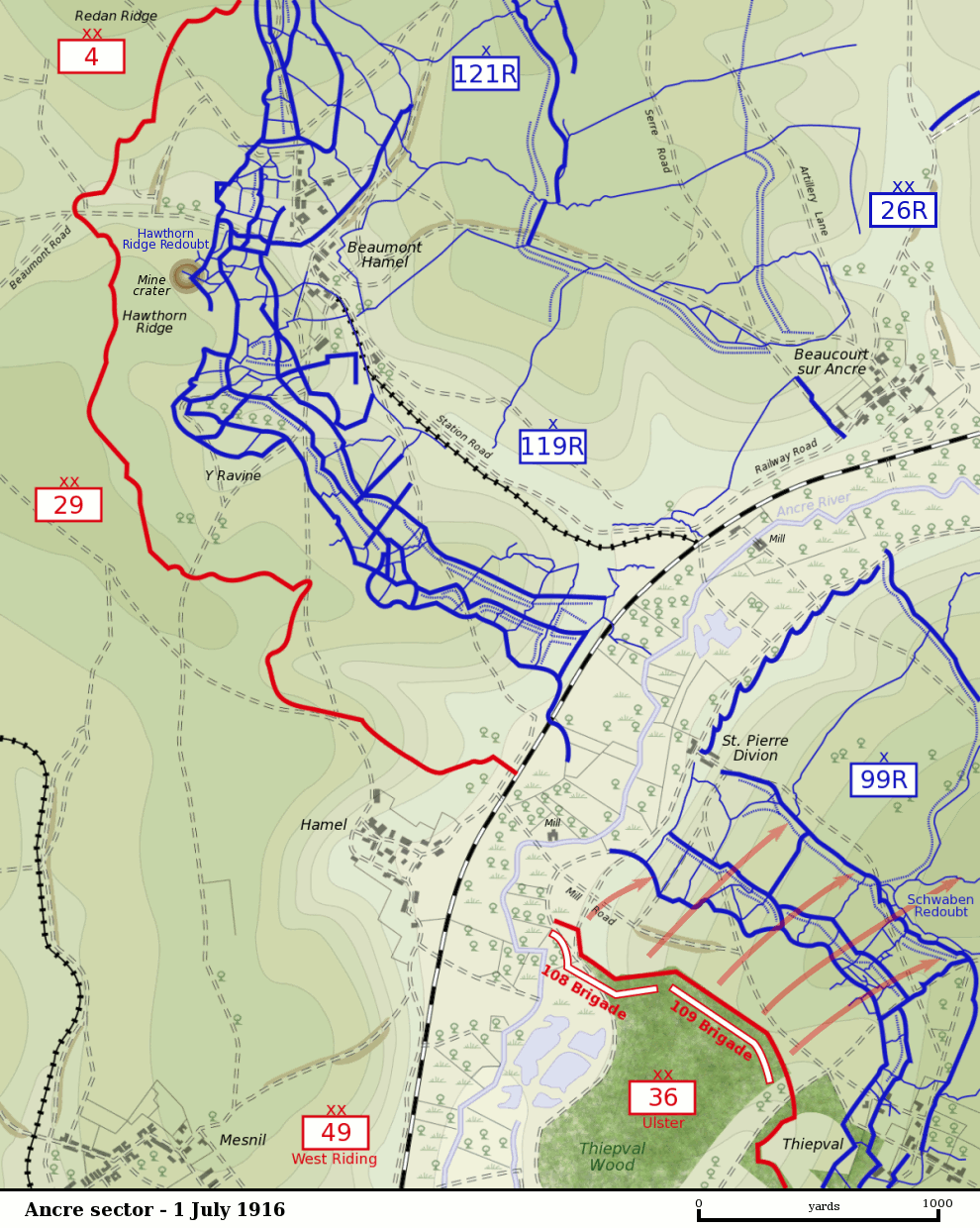
Le cratère d'Hawthorn Ridge est figuré en haut à gauche sur cette carte du front au 1 juillet 1916 (secteur de la rivière Ancre). Les tranchées allemandes sont en bleu et le pointillé bleu figure les lignes de barbelés allemands.

La commune, située plusieurs mois sur la ligne de front ou très près du front, a été fortement marquée par de violents combats. Le 1er juillet 1916, le régiment des volontaires de Terre-Neuve, est quasiment anéanti : le Royal Newfoundland Regiment (régiment royal de Terre-Neuve) n'a plus que 68 hommes une demi-heure après le déclenchement d'une des attaques majeures de la bataille de la Somme.
L'armée britannique y a utilisé pour la première fois en quantité importante un nouvel et puissant explosif à base de nitrates, de TNT et d'aluminium, l'ammonal, en 1916, dans la mine de la redoute d'Hawthorn Ridge (en), lors la bataille de la Somme. Dix-huit tonnes d'ammonal ont pulvérisé une position allemande, laissant dans le sol un énorme cratère, à l'ouest de Beaumont-Hamel.

Le cinéaste britannique Geoffrey Malins, qui a filmé l'attaque  de la 29e division a été témoin de l'explosion. Il avait disposé sa caméra à environ un demi-mille de distance, sur une  crête. Il témoigna ainsi : 

« Le terrain où je me tenais a été secoué par une énorme convulsion. Le sol a été secoué et balancé. Je me suis agrippé à mon trépied pour ne pas tomber. Puis, pour tout le monde comme une gigantesque éponge, la terre s'est expansée en  l'air à jusqu'à une hauteur de centaines de pieds. Elle montait de plus en plus haut, et avec un terrible rugissement la terre broyée est retombée sur elle-même, ne laissant qu'une montagne de fumée. »

« The ground where I stood gave a mighty convulsion. It rocked and swayed. I gripped hold of my tripod to steady myself. Then for all the world like a gigantic sponge, the earth rose high in the air to the height of hundreds of feet. Higher and higher it rose, and with a horrible grinding roar the earth settles back upon itself, leaving in its place a mountain of smoke. ». L'attaque a néanmoins été un échec pour les Britanniques qui n'ont pu tenir une des lèvres du cratère que quelques heures.
Le secteur ne sera plus attaqué par les alliés jusqu'au 13 novembre. Lors du lancement de la bataille de l'Ancre, les sapeurs anglais ont alors posé une autre mine, sous la mine de la redoute d'Hawthorn Ridge, cette fois, avec 13 tonnes d'explosifs. Elle a permis aux Anglais de reconquérir la zone (dont le village de Beaumont-Hamel).

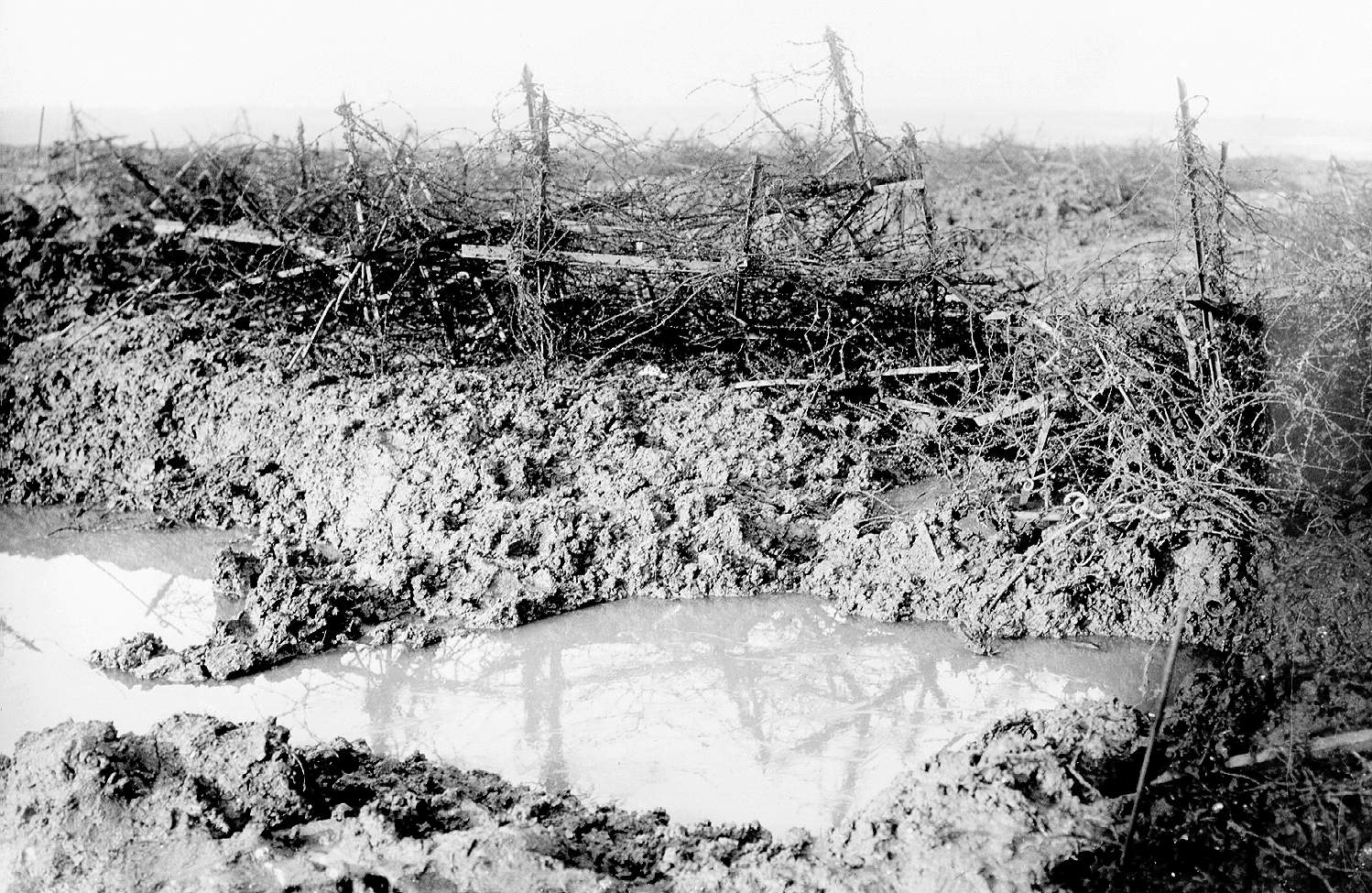
Photo d'un champ de barbelés de Beaumont-Hamel en 1916.
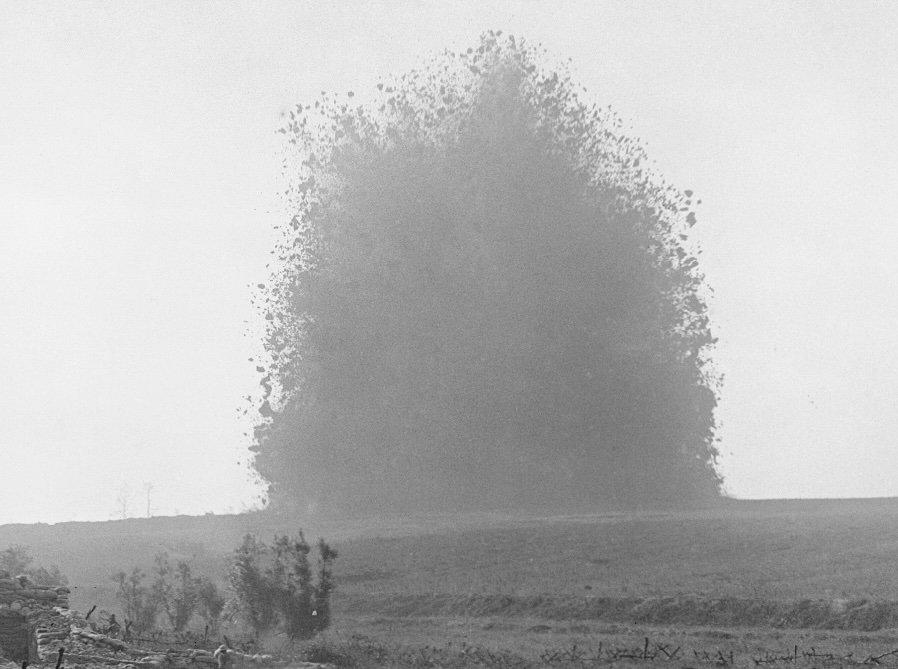
Explosion de la mine du 1er juillet 1916 lors du déclenchement de la Bataille de la Somme (sur la Hawthorn Ridge Redoubt (en)).
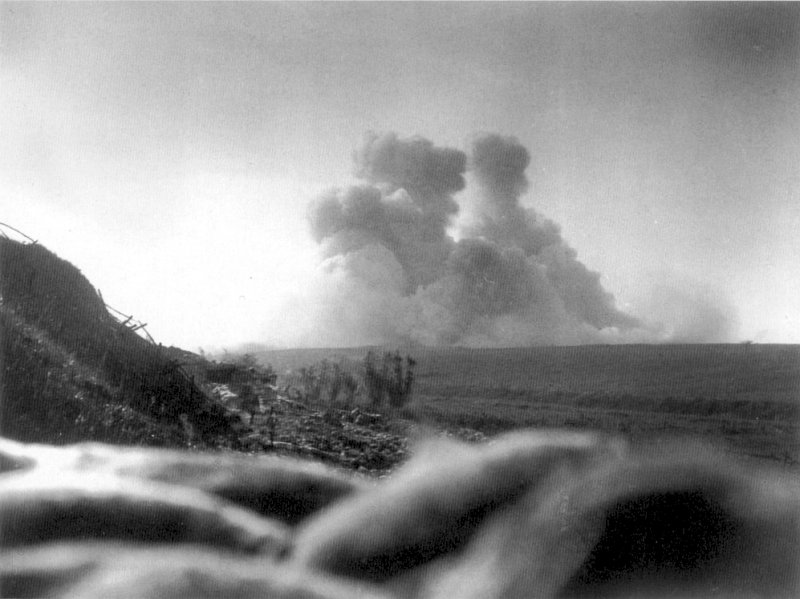
Retombées de terre et poussière, après l'explosion de la mine de la redoute d'Hawthorn Ridge.
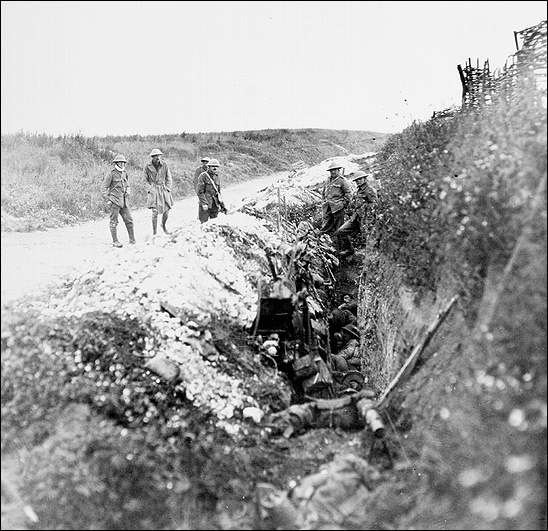
Soldats de Terre Neuve en 1916.
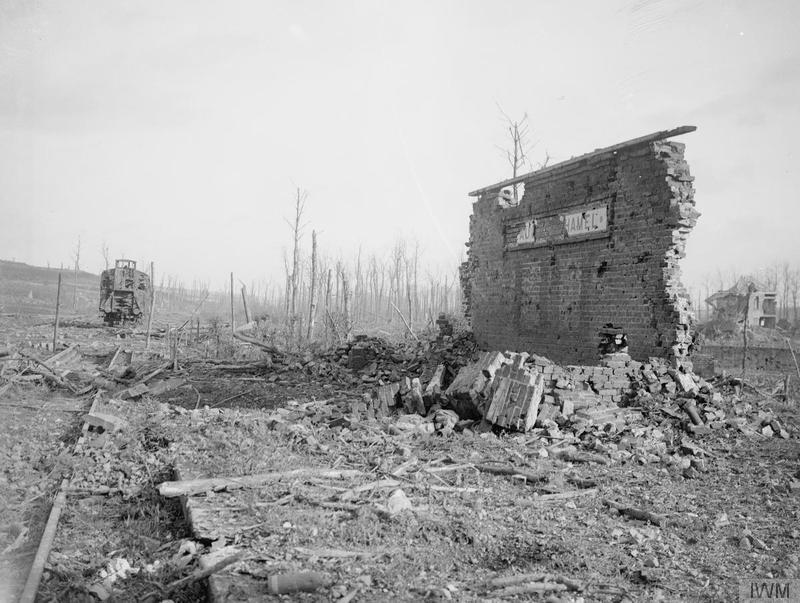
La gare, novembre 1916.
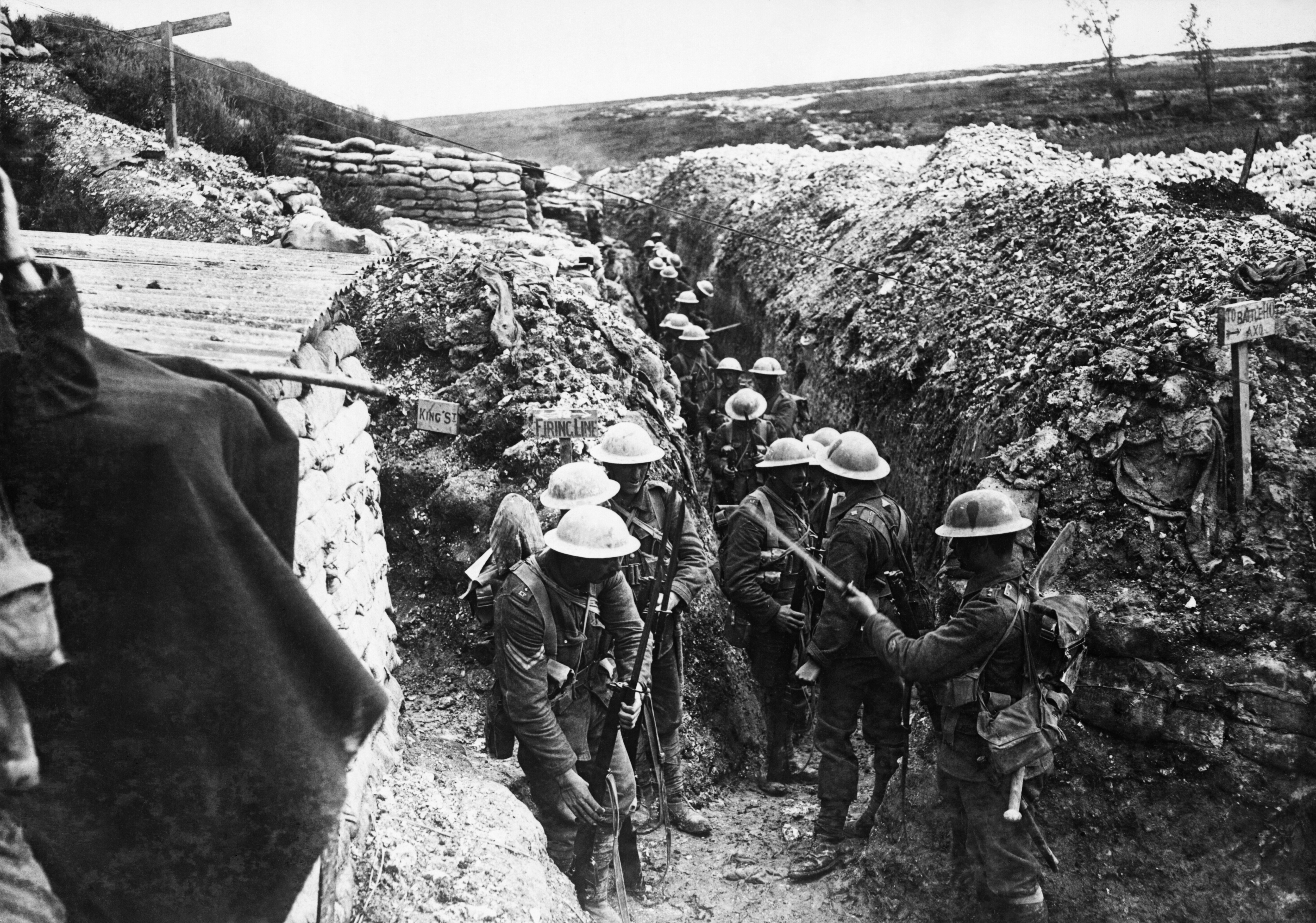
Tranchée du Lancashire Fusiliers.

#### Entre-deux-guerres
En novembre 1918, truffé de tranchées, mines et sapes, il ne restait presque plus rien du village.
Celui-ci, parallèlement à une phase de « désobusage » (enlèvement et destruction, neutralisation ou exportation des munitions non-explosées), a été classé en zone rouge en raison de la gravité des séquelles laissées par les combats et a  été décoré de la Croix de guerre 1914-1918, le 27 octobre 1920. Il a ensuite fait l'objet d'une longue reconstruction.

## Politique et administration

### Intercommunalité
Beaumont-Hamel est membre de la communauté de communes du Pays du Coquelicot, un établissement public de coopération intercommunale (EPCI) à fiscalité propre créé en 2001 et auquel la commune a transféré un certain nombre de ses compétences, dans les conditions déterminées par le code général des collectivités territoriales.

### Liste des maires
| Période                                  | Période                       | Identité         | Étiquette | Qualité                            |
| ---------------------------------------- | ----------------------------- | ---------------- | --------- | ---------------------------------- |
| Les données manquantes sont à compléter. |                               |                  |           |                                    |
| 1953                                     | 1971                          | M. Duban         |           | Agriculteur                        |
| Les données manquantes sont à compléter. |                               |                  |           |                                    |
| mars 2001                                | 2008                          | Bernard Omiel    |           |                                    |
| mars 2008                                | juillet 2020                  | Gérard Magniez   |           |                                    |
| juillet 2020                             | En cours (au 22 janvier 2021) | Agnès Lavaquerie |           | Retraitée de l'Éducation nationale |

## Population et société

### Démographie
L'évolution du nombre d'habitants est connue à travers les recensements de la population effectués dans la commune depuis 1793. Pour les communes de moins de 10 000 habitants, une enquête de recensement portant sur toute la population est réalisée tous les cinq ans, les populations de référence des années intermédiaires étant quant à elles estimées par interpolation ou extrapolation. Pour la commune, le premier recensement exhaustif entrant dans le cadre du nouveau dispositif a été réalisé en 2005.

En 2022, la commune comptait 202 habitants, en évolution de −6,05 % par rapport à 2016 (Somme : −1,26 %, France hors Mayotte : +2,11 %).
| 1793 | 1800 | 1806 | 1821 | 1831 | 1836 | 1841 | 1846 | 1851 |
| ---- | ---- | ---- | ---- | ---- | ---- | ---- | ---- | ---- |
| 756  | 692  | 693  | 741  | 867  | 833  | 841  | 790  | 799  |

| 1856 | 1861 | 1866 | 1872 | 1876 | 1881 | 1886 | 1891 | 1896 |
| ---- | ---- | ---- | ---- | ---- | ---- | ---- | ---- | ---- |
| 742  | 666  | 642  | 566  | 563  | 598  | 568  | 601  | 538  |

| 1901 | 1906 | 1911 | 1921 | 1926 | 1931 | 1936 | 1946 | 1954 |
| ---- | ---- | ---- | ---- | ---- | ---- | ---- | ---- | ---- |
| 516  | 538  | 502  | 104  | 221  | 271  | 279  | 243  | 264  |

| 1962 | 1968 | 1975 | 1982 | 1990 | 1999 | 2005 | 2006 | 2010 |
| ---- | ---- | ---- | ---- | ---- | ---- | ---- | ---- | ---- |
| 273  | 262  | 215  | 221  | 214  | 218  | 187  | 179  | 188  |

| 2015 | 2020 | 2022 | - | - | - | - | - | - |
| ---- | ---- | ---- | - | - | - | - | - | - |
| 211  | 204  | 202  | - | - | - | - | - | - |

« Si la population de Beaumont-Hamel a atteint 867 habitants en 1831, elle est tombée à 104 en 1921. Avant de remonter à 277 dans les années 40. Un sacré melting-pot : « Sur ces 277, il y avait 29 étrangers de toutes nationalités. J'en ai compté sept : des Polonais, des Italiens, des Allemands, des Belges, des Britanniques, des Hongrois et des Espagnols ».

### Enseignement
Beaumont-Hamel est située dans l'académie d'Amiens. La commune fait partie du regroupement pédagogique intercommunal Aux Sources de l'Ancre et adhère au syndicat intercommunal scolaire de Miraumont. Elle ne dispose pas d'école primaire sur son territoire, les élèves se rendent à l'école de la commune de Miraumont.

### Manifestations culturelles et festivités
La fête patronale de Beaumont  a lieu le quatrième dimanche de septembre, celle de Hamel, le deuxième dimanche de septembre. Désormais la fête locale se déroule le 2e week-end du mois de juin[réf. nécessaire].
La Poziéroise est une randonnée VTT et pédestre autour de Pozières. Sa 26e édition a eu lieu le 25 août 2019 entre Pozières, Courcelette, Pys, Miraumont, Aveluy, Mesnil-Martinsart, Auchonvillers, Beaumont-Hamel, Authuille, Thiepval, Saint-Pierre-Divion, Beaucourt-sur-Ancre et Grandcourt.

### Lieux de cultes
La commune de Beaumont-Hamel possède deux églises, l'une à Beaumont (Notre-Dame-de-l'Assomption), l'autre à Hamel (Notre-Dame-de-la-Nativité). Cependant, le culte catholique n'est plus célébré régulièrement dans la commune qui est rattachée à la paroisse catholique Notre-Dame des Hauts de l'Ancre, au sein du diocèse d'Amiens.

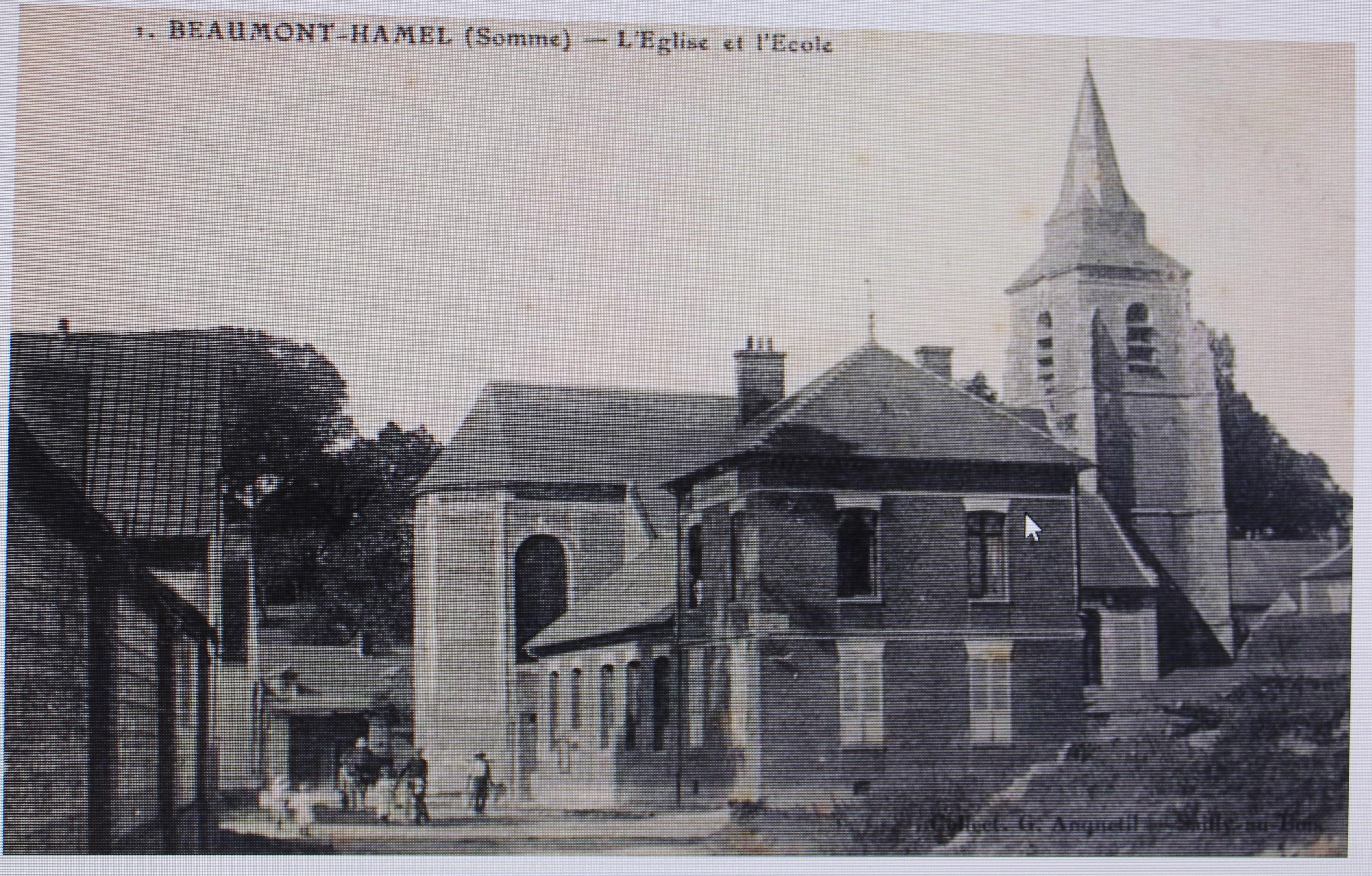
Carte postale du village avant 1914: l'église et l'école.
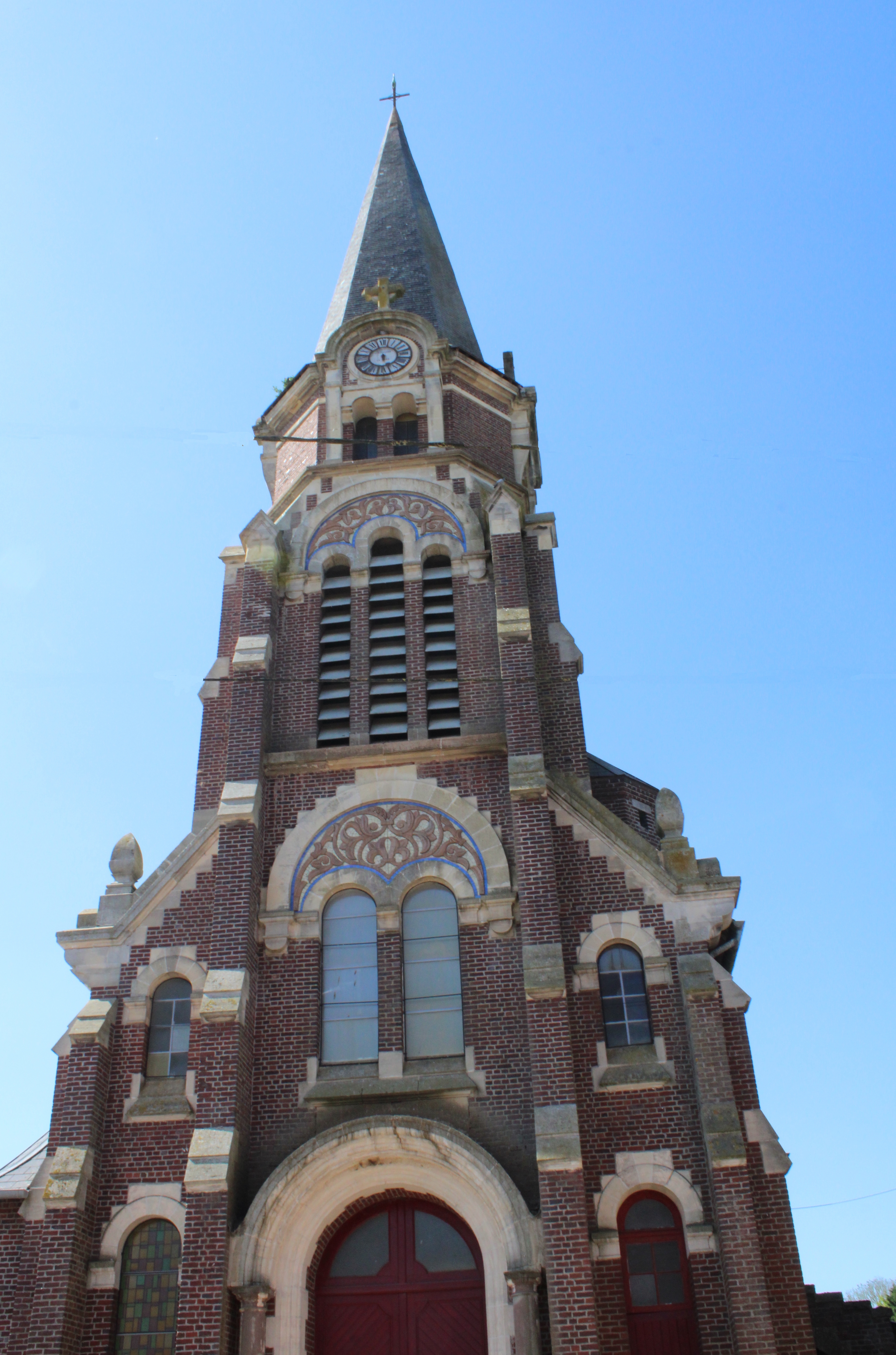
Façade de l'église actuelle reconstruite dans les années 1920.
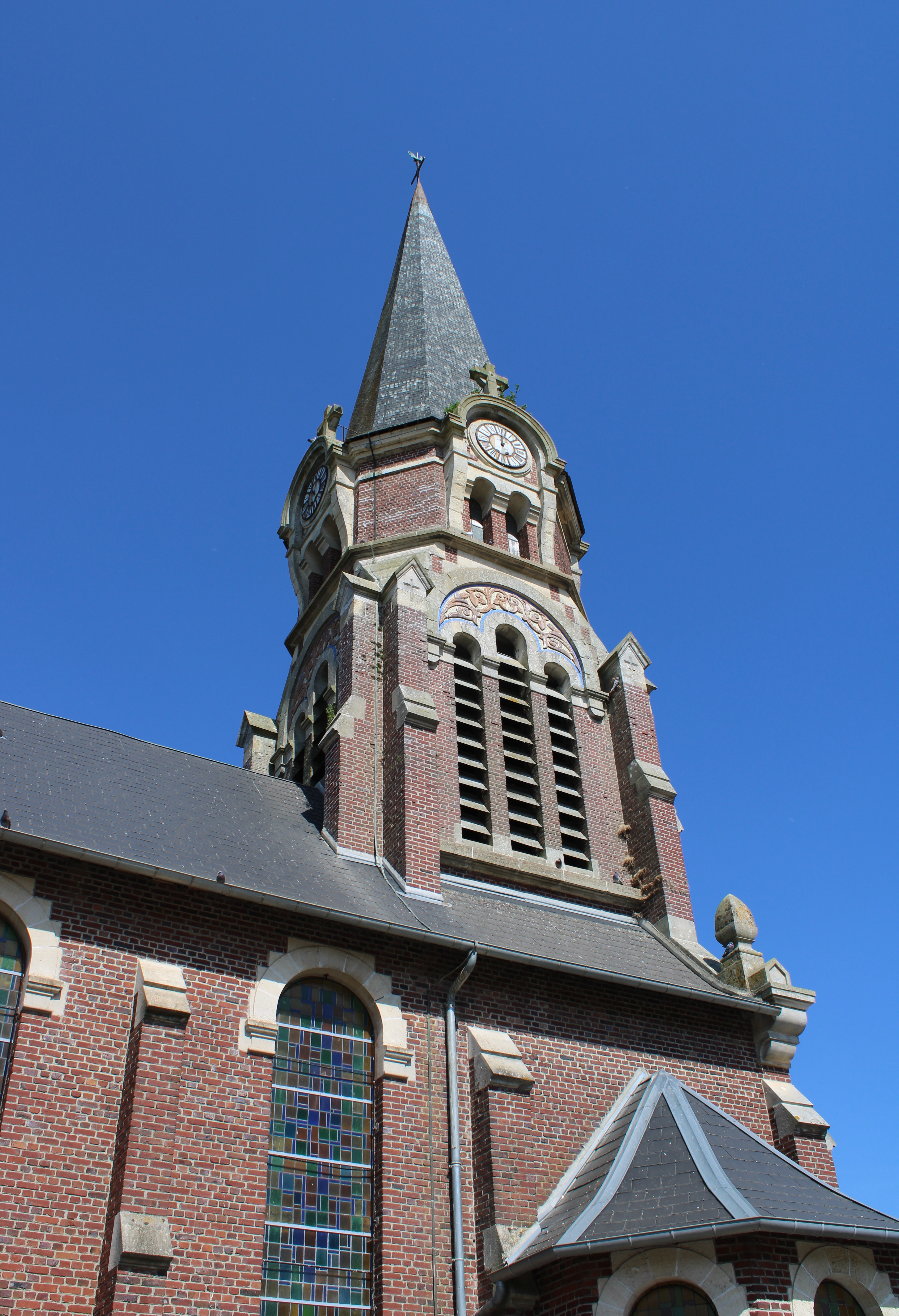
L'église actuelle.

## Économie
L'agriculture est l'activité économique dominante de la commune. Cependant une certaine activité artisanale perdure et le tourisme de mémoire contribue également au dynamisme de la commune.

## Culture locale et patrimoine

### Lieux et monuments
La commune est située dans le Circuit du Souvenir de la Première Guerre mondiale.

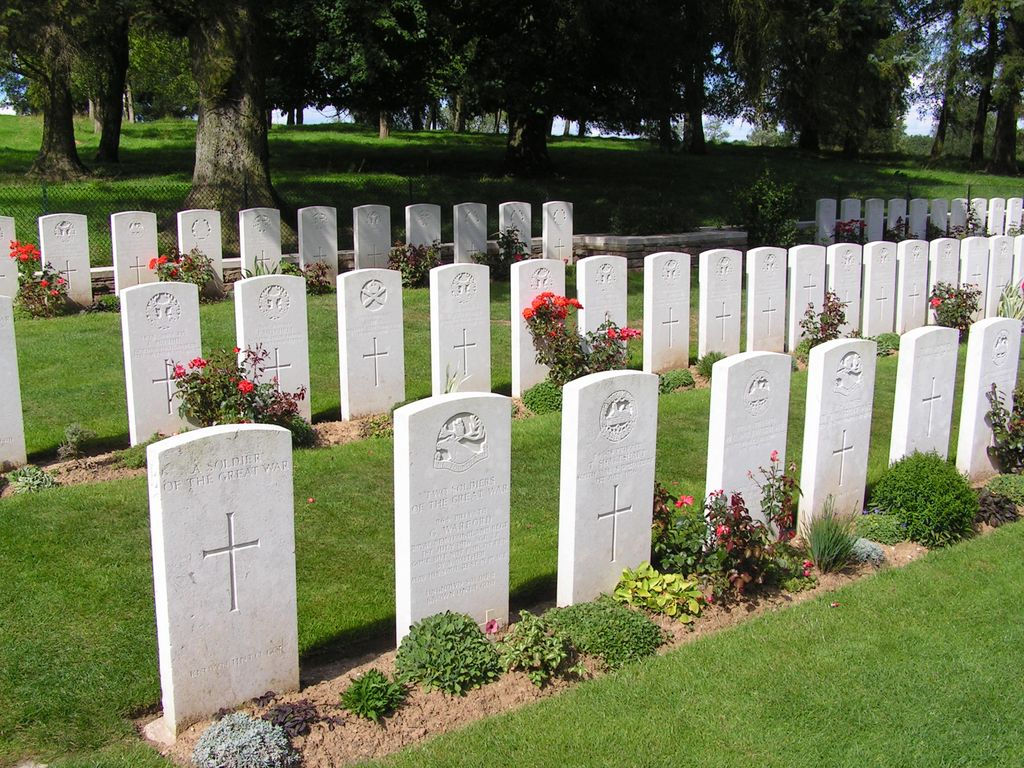
Alignements de tombes de soldats du Newfoundland Regiment, tombés lors de la Première Guerre mondiale.
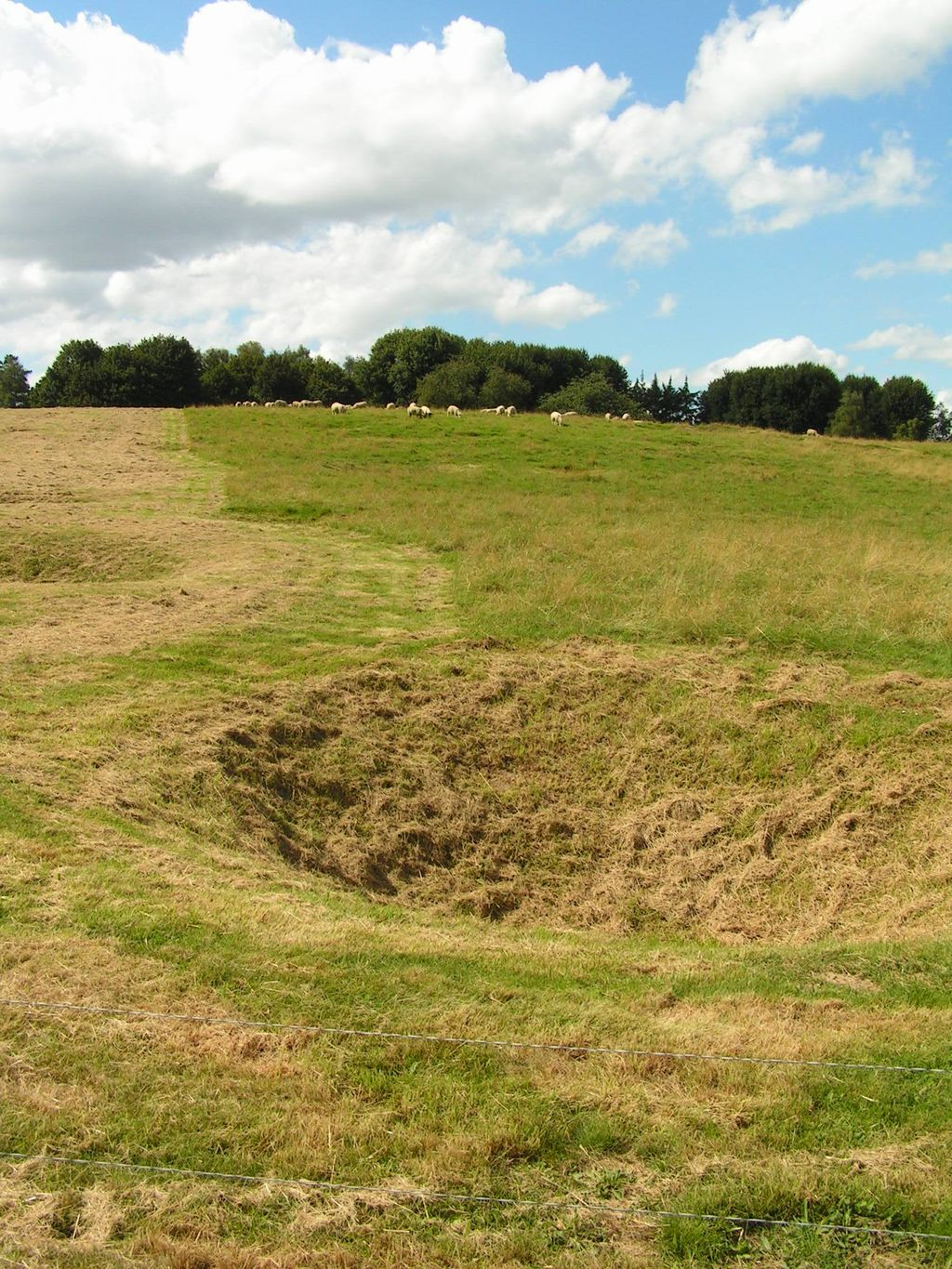
Impacts d'obus dans le parc Terre-neuvien.
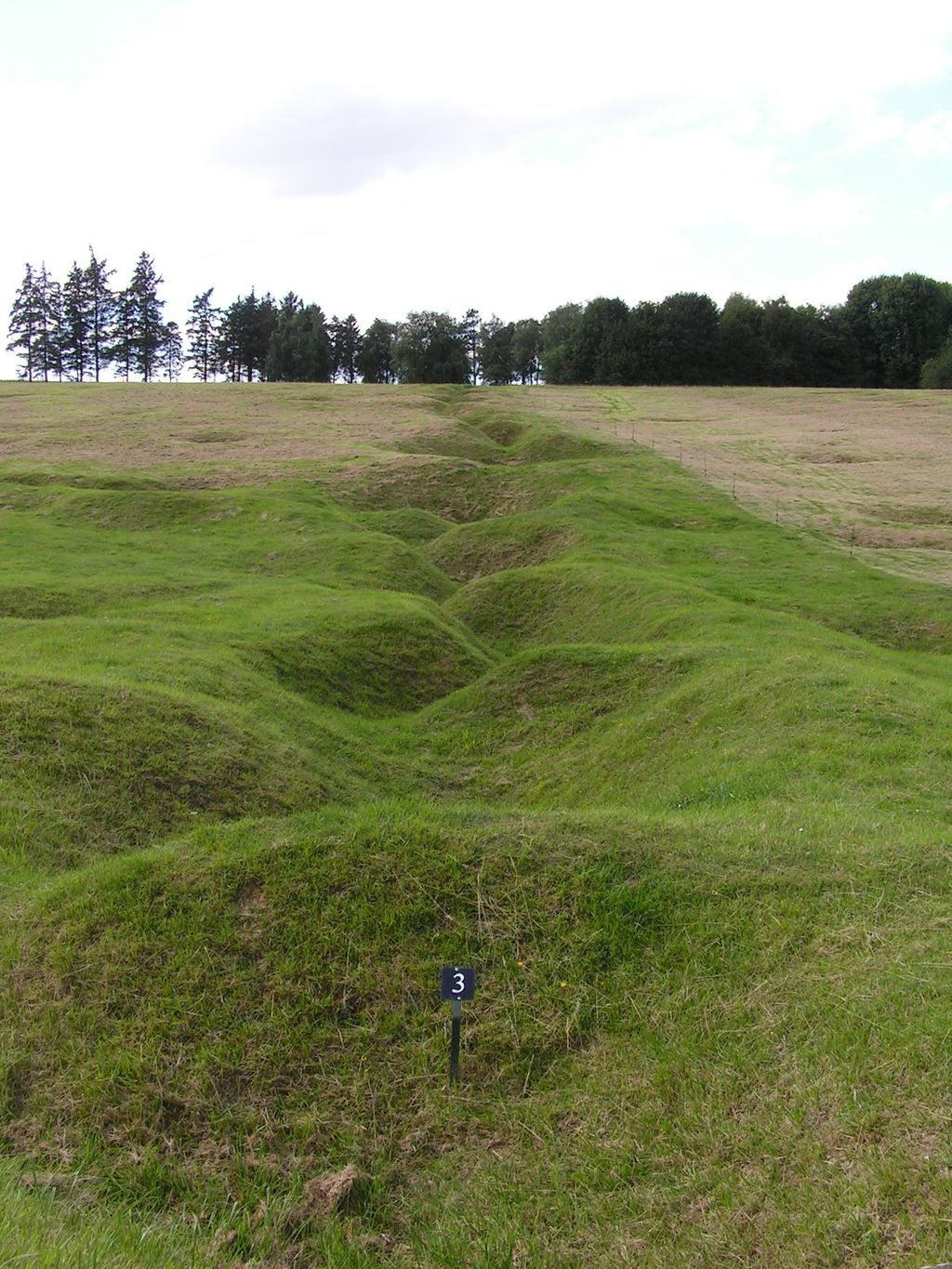
Tranchée conservée de la Première Guerre mondiale.
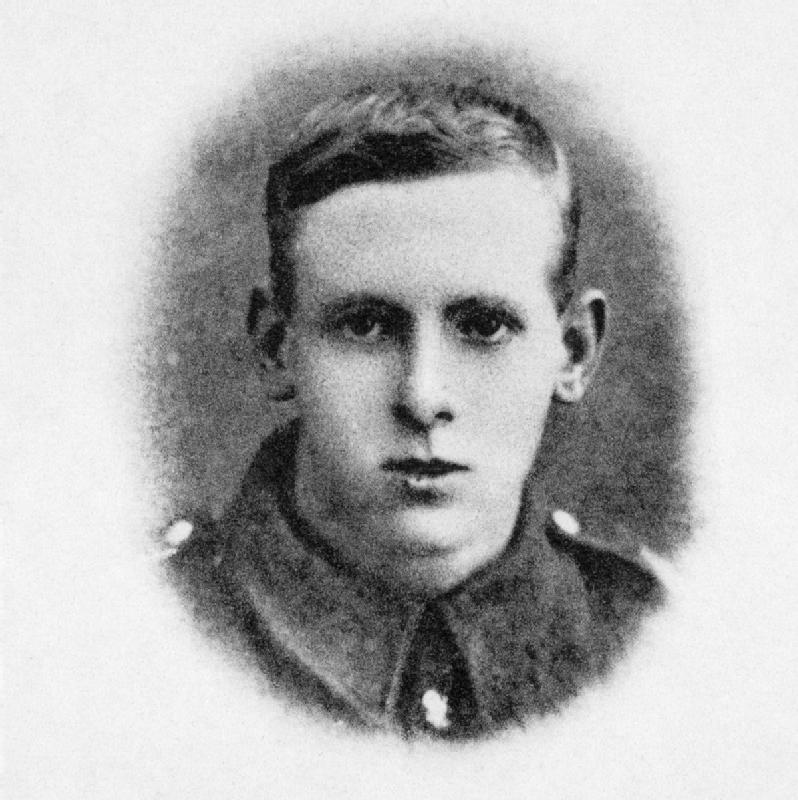
Percy Greaves, l'un des nombreux soldats britannique qui donna sa vie
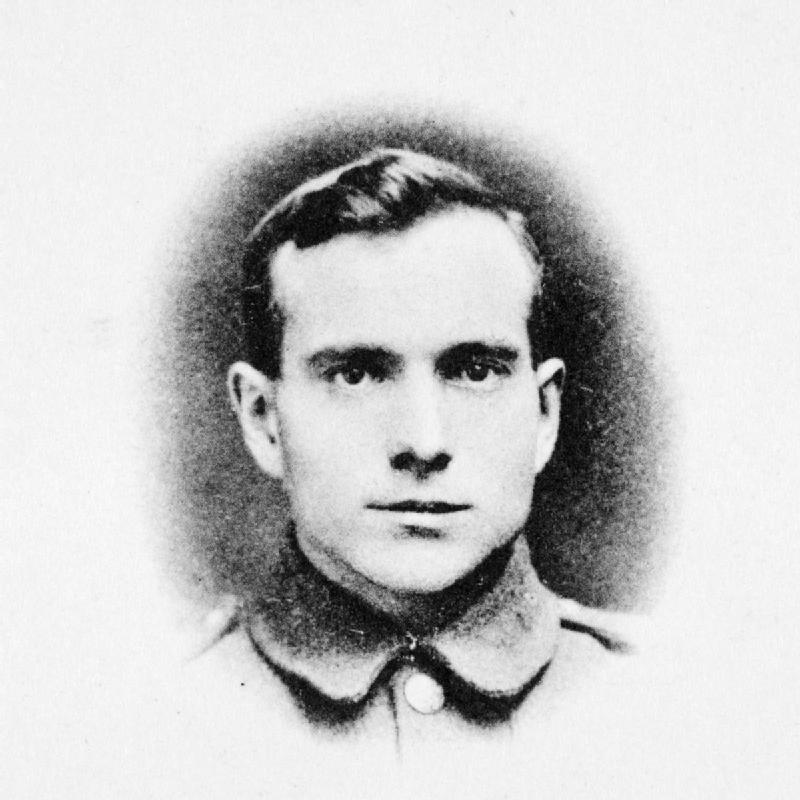
Gordon Etheridge, canadien, tué à 24 ans

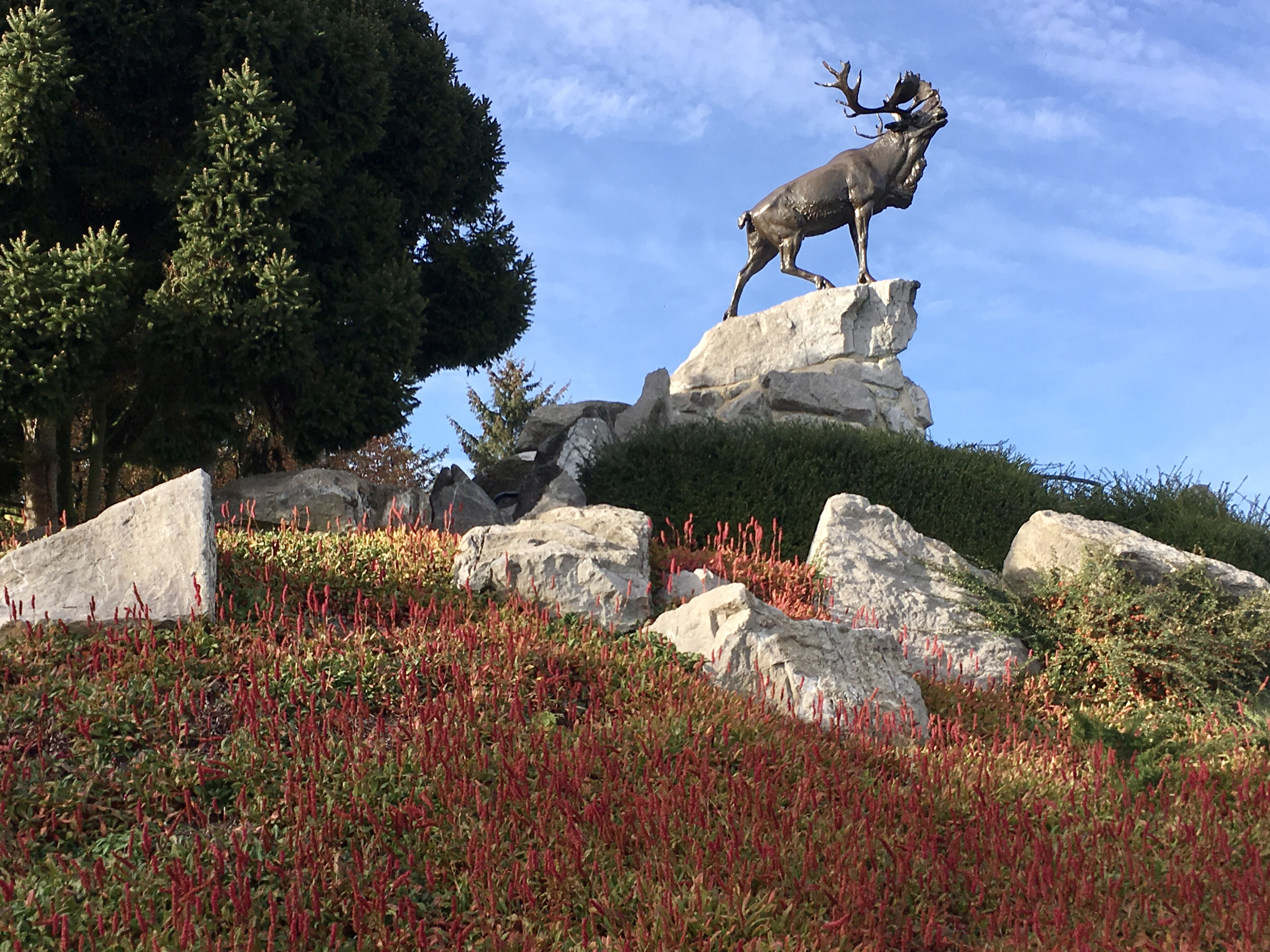
Le monument au caribou, symbole du emblème du Royal Newfoundland Regiment.

- Parc terre-neuvien : 
Le Mémorial terre-neuvien de Beaumont-Hamel est un mémorial érigé au centre d'un parc de 30 hectares qui honore les soldats du dominion de Terre-Neuve morts durant la Première Guerre mondiale. Trois plaques de bronze portent les noms des 800 Terre-Neuviens morts au combat et qui n'ont pas de sépulture connue. Une cérémonie commémorative a lieu chaque 1er juillet, qui est pour les Terre-Neuviens le Memorial Day[35],[36],[37].

- Cimetières militaires britanniques :
  - Serre road Cemetery :
C'est le plus important cimetière militaire britannique du département de la Somme par le nombre de morts. Il abrite 7 139 corps de soldats : 5 971 Britanniques, 301 Canadiens, 699 Australiens, 116 Néo-Zélandais et 39 Sud-Africains. Par ailleurs, 4 943 corps ne sont pas identifiés. La grande majorité des corps inhumés dans ce cimetière sont ceux de soldats tués en 1916, au cours de la bataille de la Somme.

Les corps de 2 541 soldats sont inhumés dans ce cimetière situé non loin de l'Ancre, dont : 2 495 Britanniques, 42 Terre-Neuviens, 2 Néo-Zélandais, un Sud-Africain et un Allemand. Par ailleurs, 1 300 corps ne sont pas identifiés. La plupart des corps inhumés dans ce cimetière sont ceux de soldats tués le 1er juillet 1916, premier jour de la bataille de la Somme, le 3 septembre 1916, jour d'une nouvelle attaque générale franco-britannique sur tout le front de la Somme et le 13 novembre 1916 au cours de la bataille de l'Ancre pendant laquelle eurent lieu les prises de Saint-Pierre-Divion et Beaumont-Hamel ; le village de Beaucourt-sur-l'Ancre fut pris le lendemain.
- - Beaumont-Hamel British Cemetery
  - Frankfurt Trench British Cemetery
  - Munich Trench British Cemetery
  - New Munich Trench British Cemetery
  - Hamel Military Cemetery
  - Redan Ridge Cemetery No1
  - Redan Ridge Cemetery No2
  - Redan Ridge Cemetery No3
  - Waggon road cemetery

Les cimetières militaires britanniques
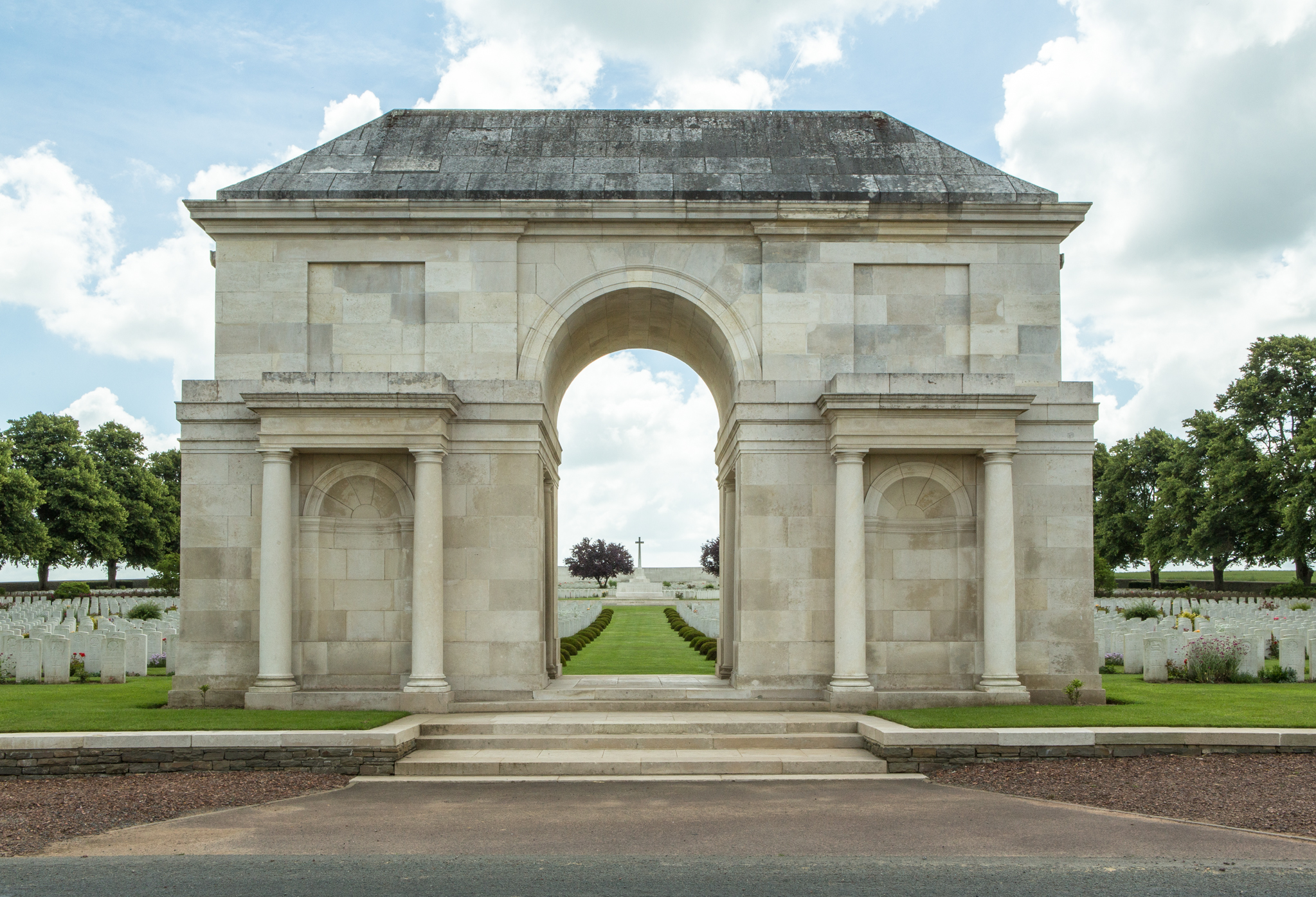
Serre Road Cemetery no 2
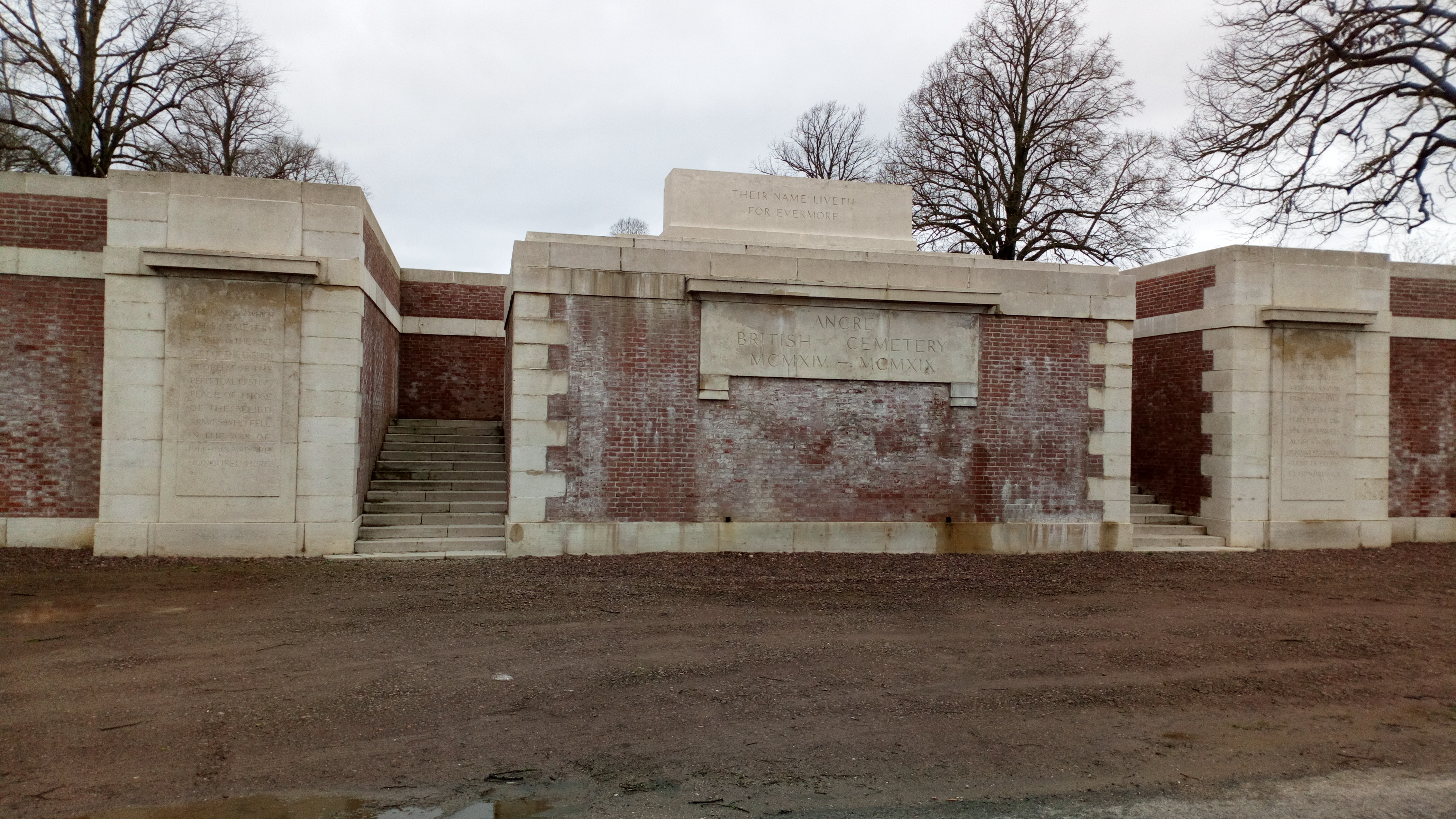
Ancre
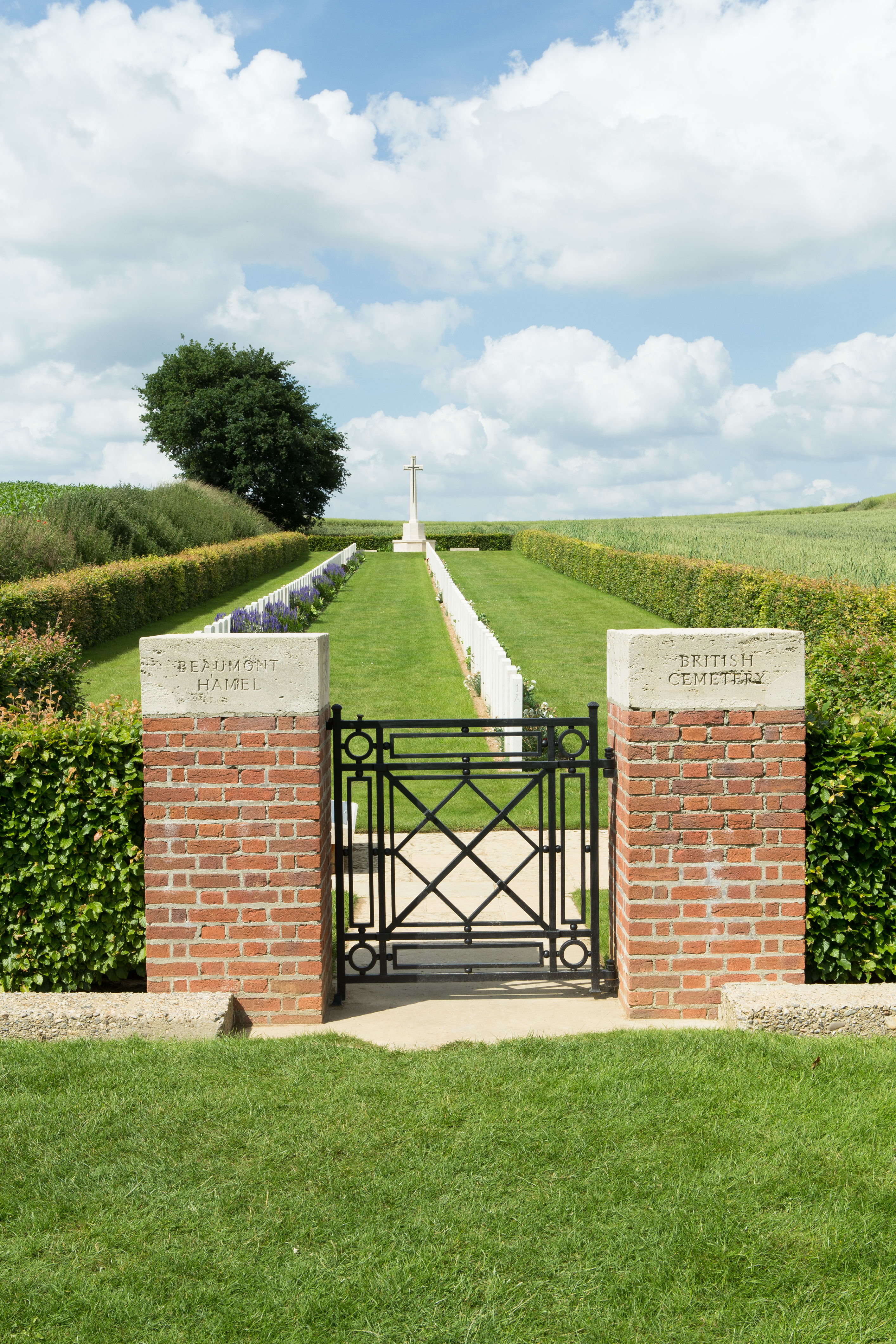
Beaumont-Hamel British Cemetery
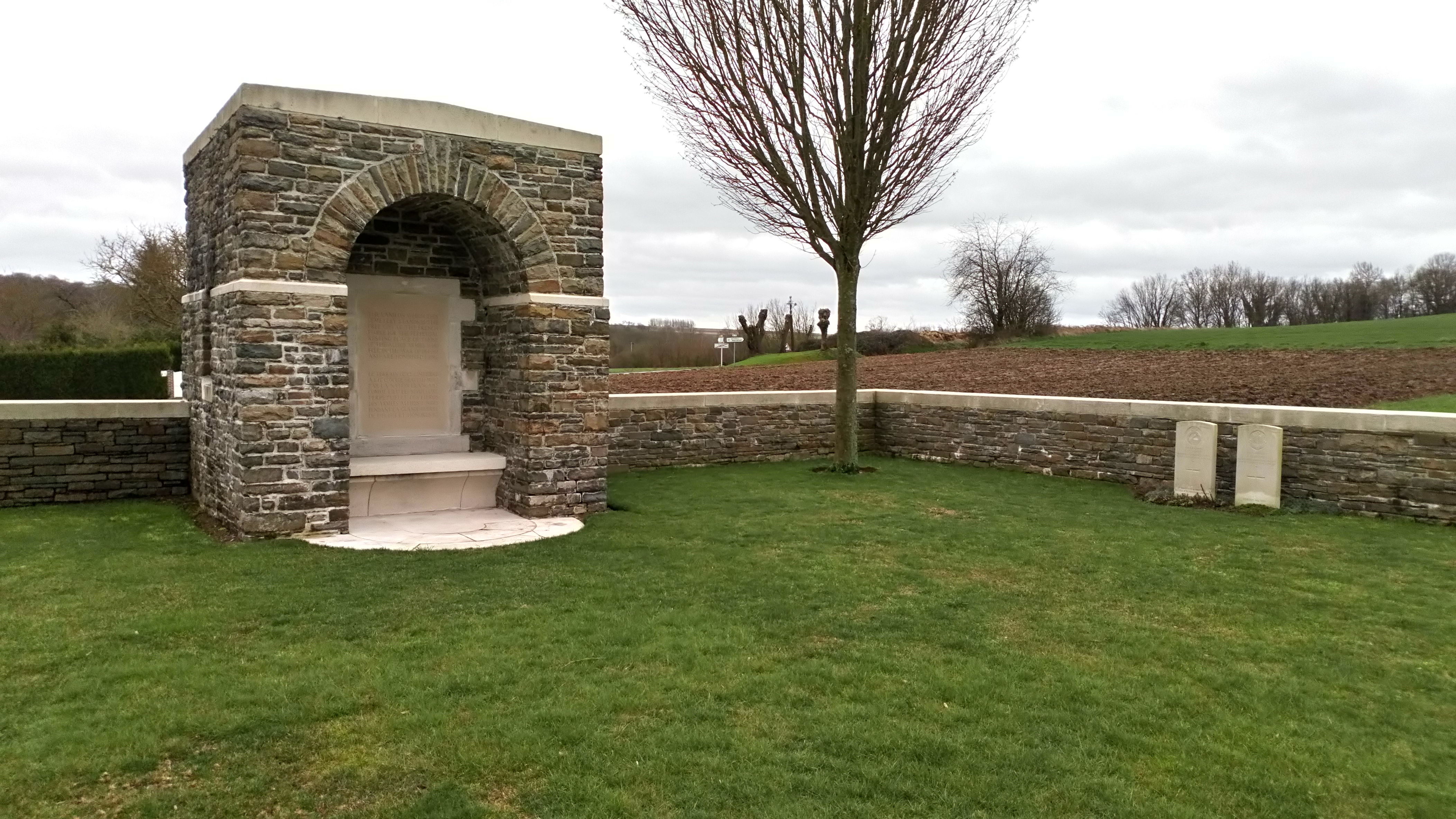
Hamel
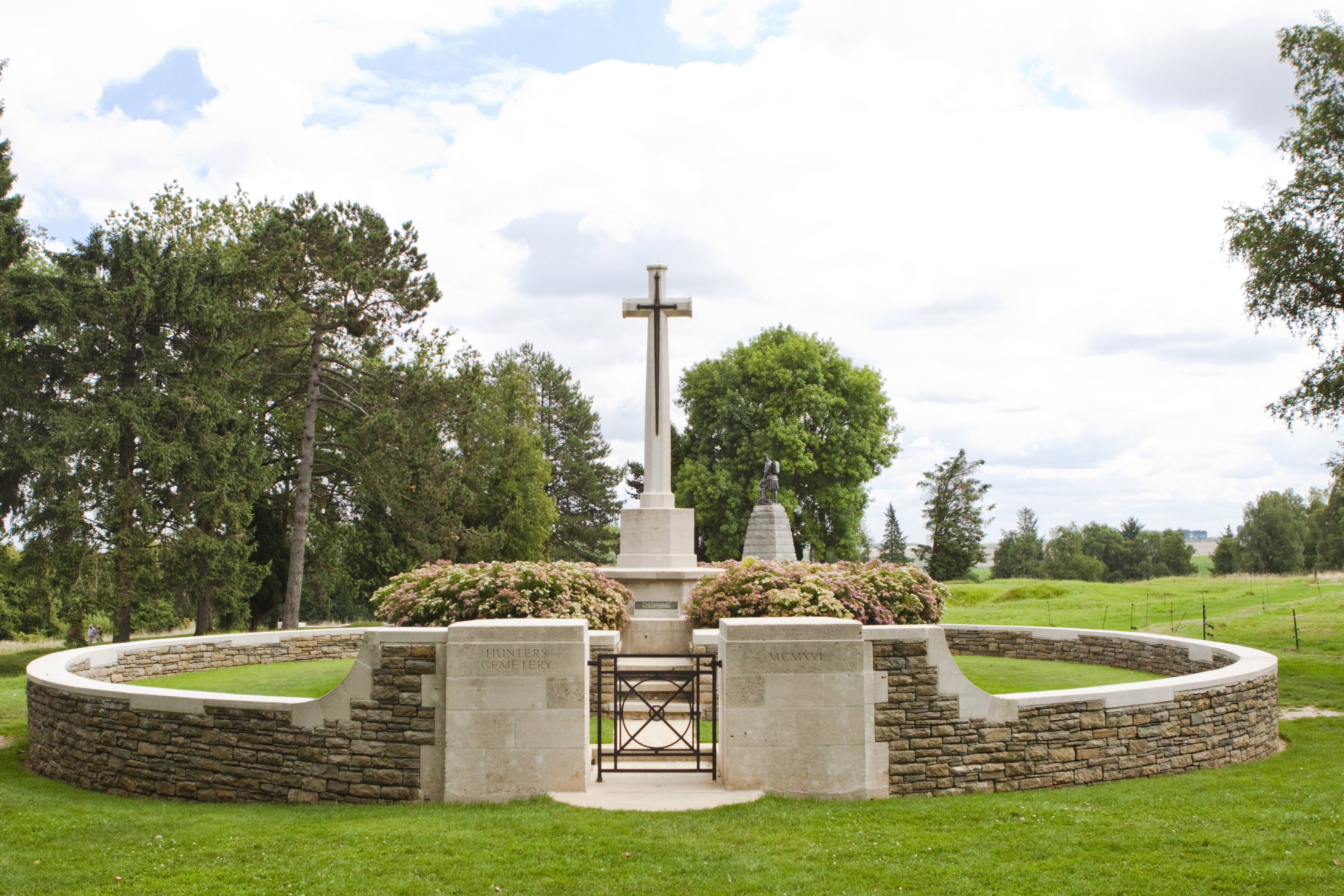
Hunter's Cemetery
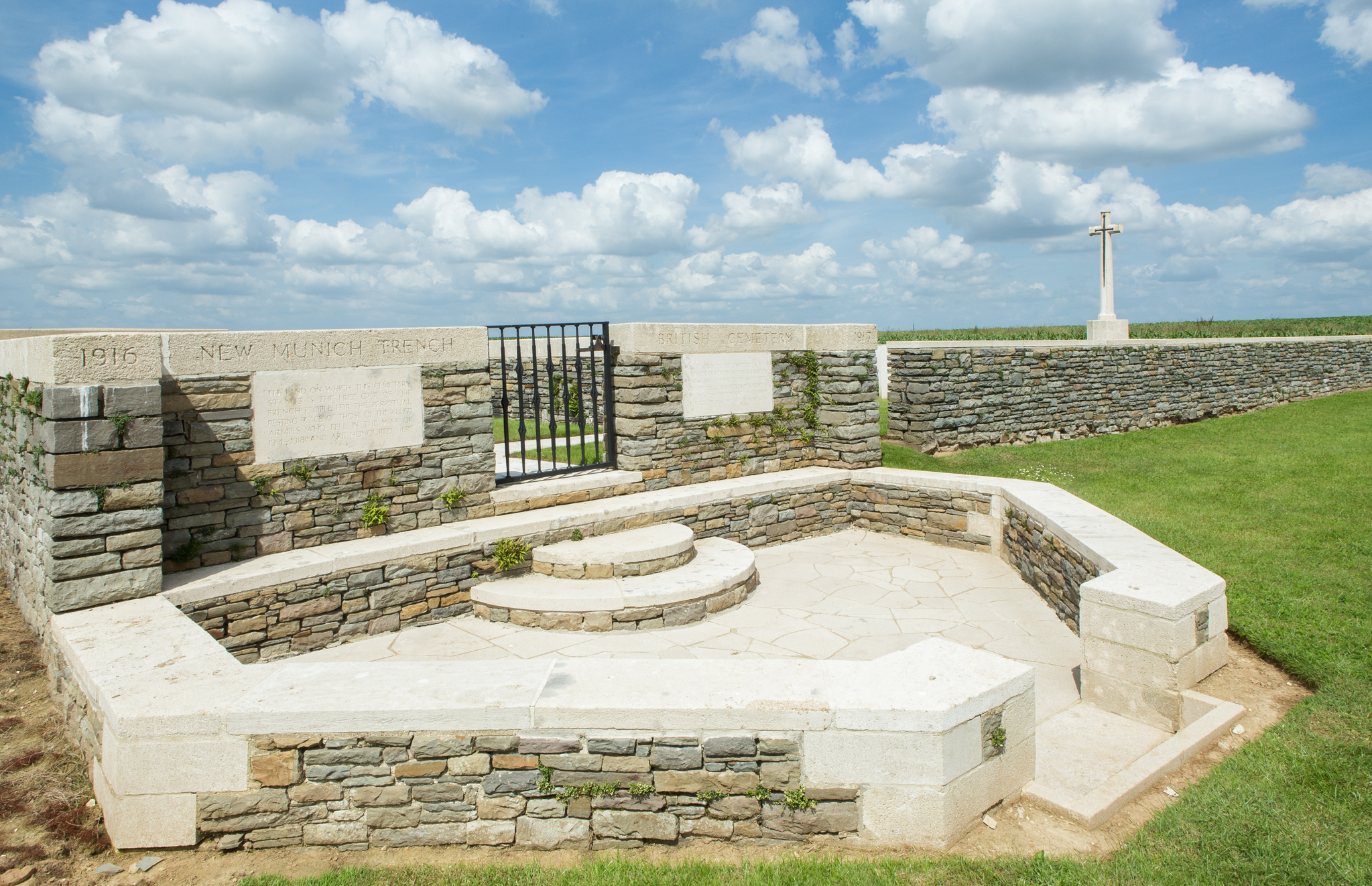
New Munich Trench
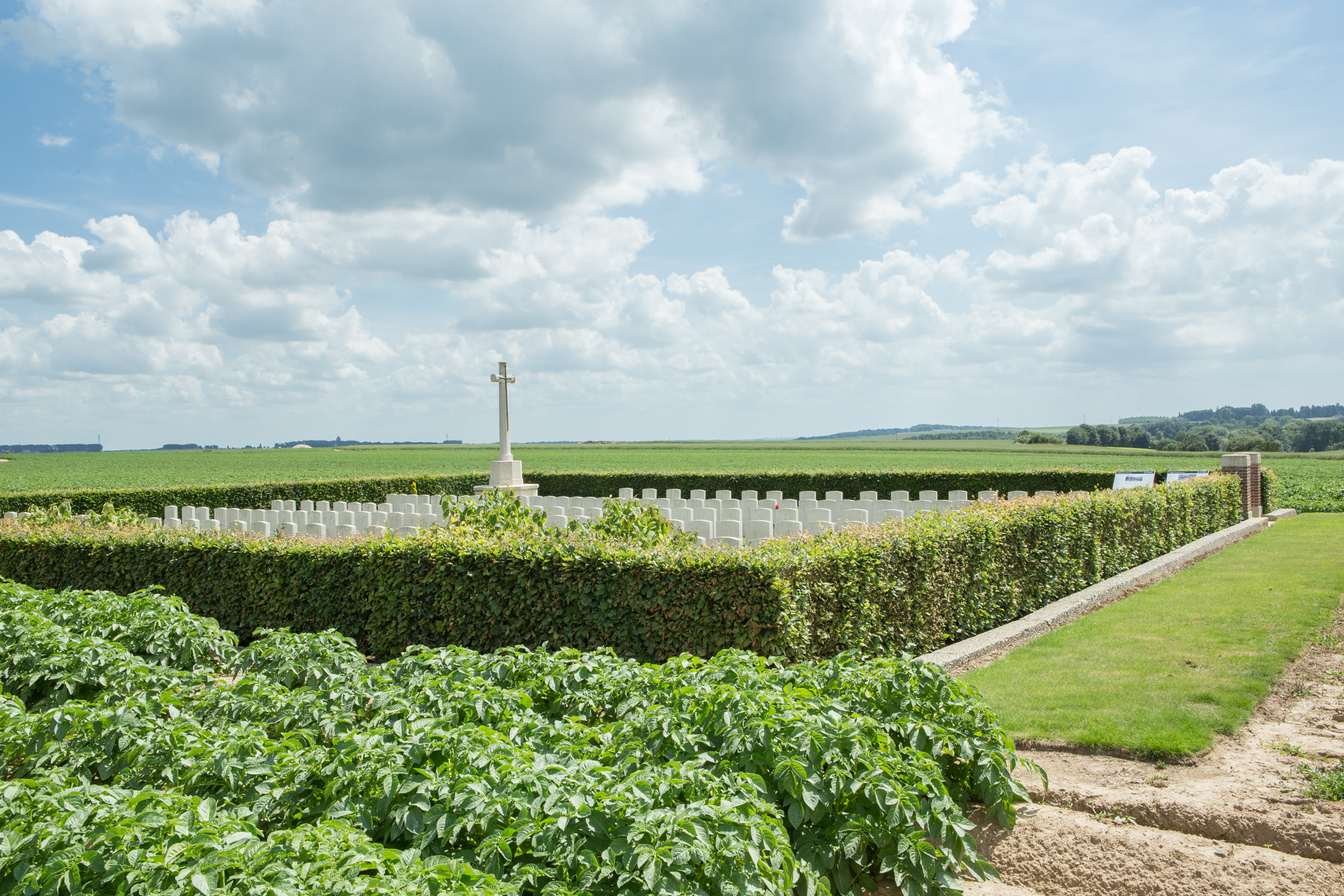
Waggon Road

- Nécropole nationale de Serre-Hébuterne : 
La nécropole nationale de Serre-Hébuterne d'une superficie de 5 593 m2 est située sur le territoire de la commune de Beaumont-Hamel. Elle rassemble les corps de soldats du 243e et 327e R.I. tués au cours des combats d'Hébuterne dans le Pas-de-Calais, du 10 au 13 juin 1915, au cours de l'offensive d'Artois. Les corps de 834 soldats français ont été inhumés dans ce cimetière, 594 dans des tombes individuelles et 240 dans un ossuaire[38].

- Monuments commémoratifs 

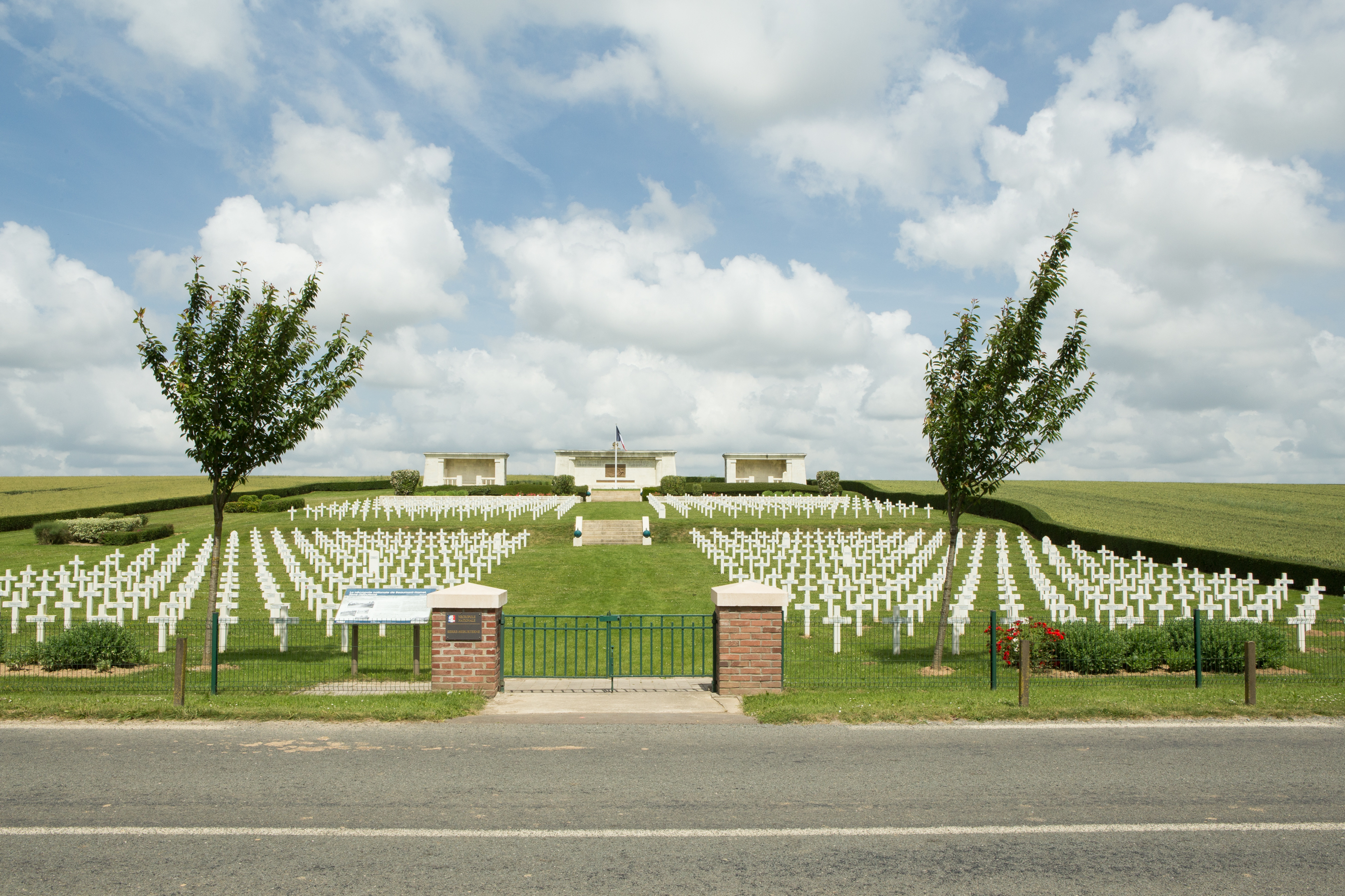
La nécropole nationale française.

  - Monument au 8e Argyll and Sutherland Highlanders, situé à proximité de Beaumont-Hamel british cemetery, à l'ouest du village. Il a la forme d'une croix celtique, rendant hommage au 8e Argyll and Sutherland Highlanders.
  - Stèle à la 51e Division écossaise : 
Situé au croisement des routes menant à Auchonvillers et à Serre (nl), ce modeste monument a été offert aux habitants de Beaumont-Hamel par la 51e division écossaise avec cette dédicace : « Offert aux habitants de Beaumont-Hamel (Somme) par les officiers, sous-officiers et soldats de la 51e division écossaise en souvenir de la reprise du village par la division le 13 novembre 1916 ».
  - Monument aux morts de Beaumont
  - Monument aux morts de Hamel
Le 14 juin 1933, la municipalité de Beaumont-Hamel  décide la construction de deux monumens aux morts, l'un à Beaumont, l'autre à Hamel, confiés au sculpteur Charles Gern[Note 3] et consacrés aux soldats originaires de la commune morts pour la France.
Celui de Beaumont représente une Piéta au Poilu, placé sur un piédestal, et celui du Hamel en est une variante[39],[40]

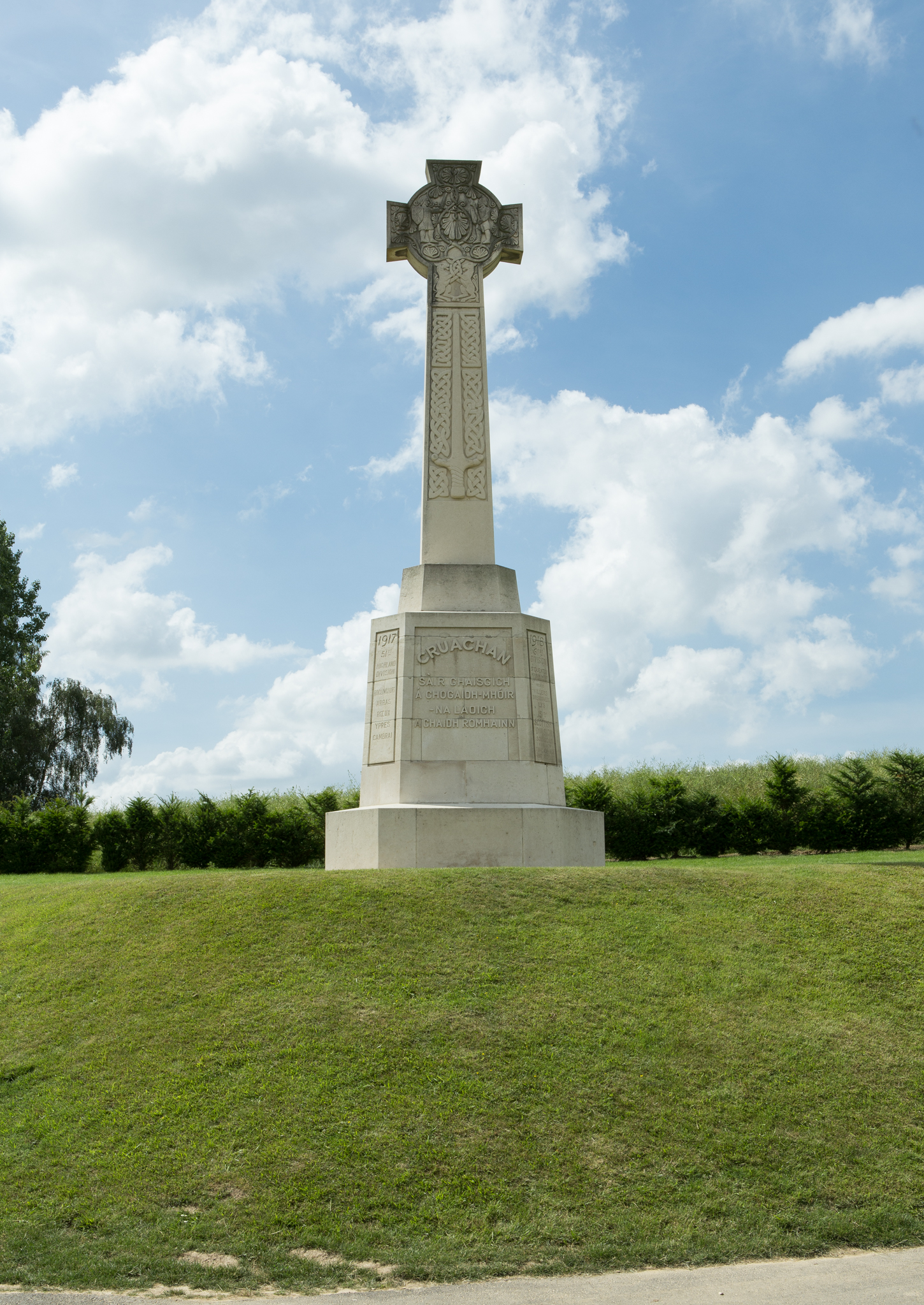
8e Argyll and Sutherland Highlanders.
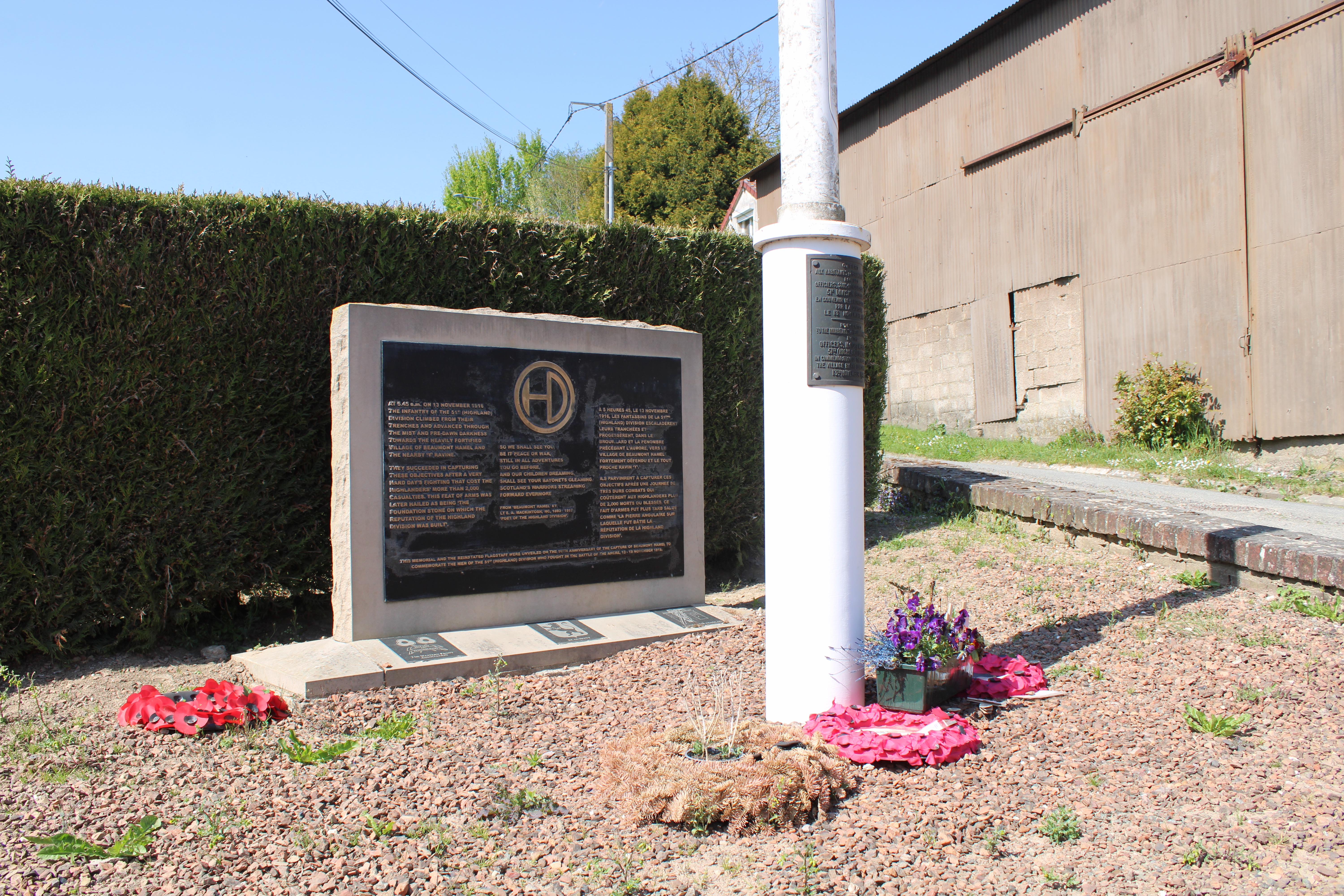
Mémorial à la51e Highland Division.
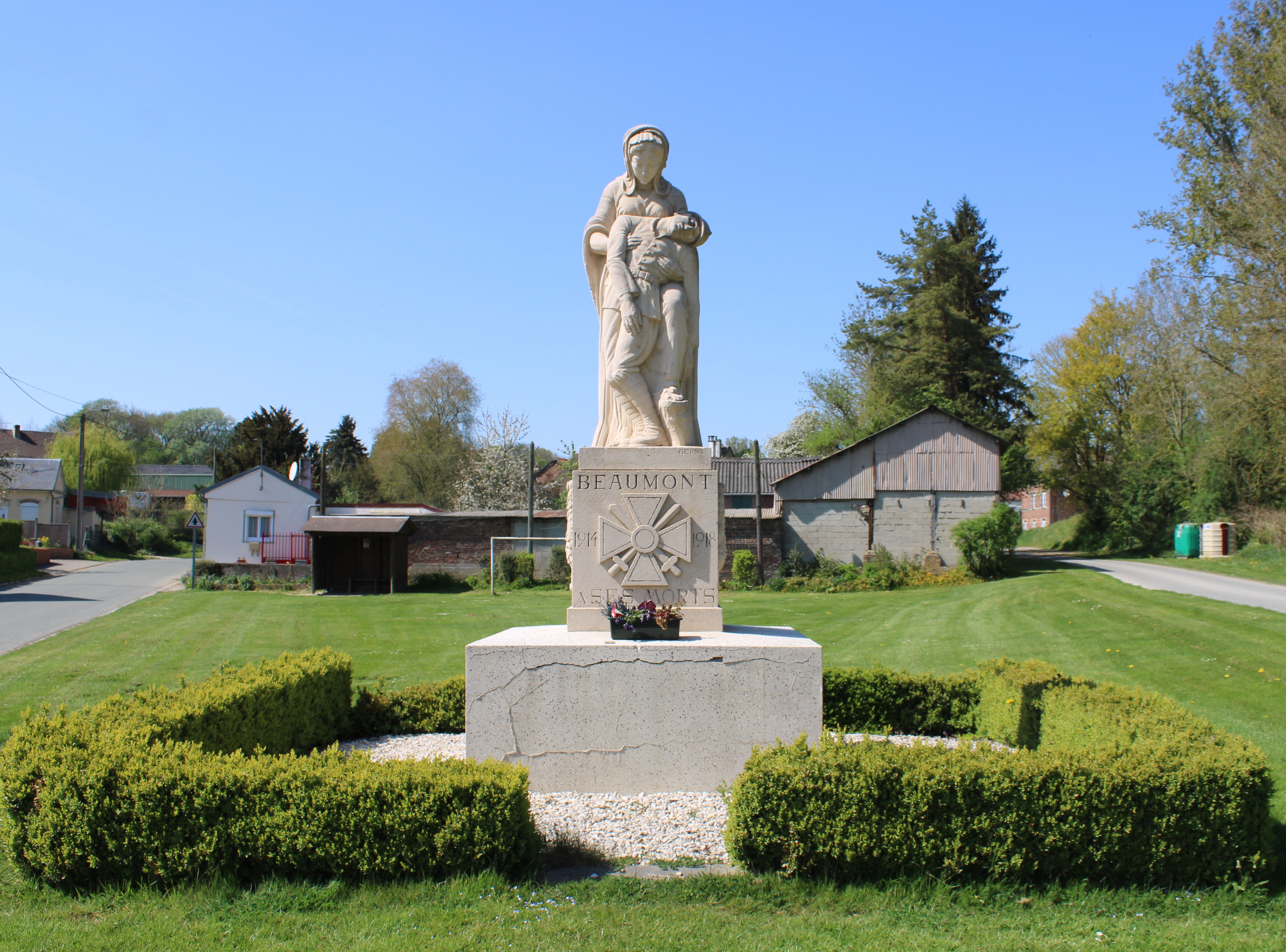
Le monument aux morts de Beaumont du sculpteur Charles Gem.

- Église de Beaumont : Notre-Dame-de-l'Assomption.
- Église d'Hamel : Notre-Dame-de-la-Nativité.
- Oratoire Notre-Dame des Champs, de 1956[41].

### Personnalités liées à la commune
- Hector Hugh Munro, dit Saki, auteur britannique, mort au combat le 13 novembre 1916 à Beaumont-Hamel.

### Héraldique
| Blason de Beaumont-Hamel | Blason  | D'azur au lion d'or.                             |
| Blason de Beaumont-Hamel | Détails | Le statut officiel du blason reste à déterminer. |

## Pour approfondir